# Divali
Vous lisez un « bon article » labellisé en 2009.
« Diwali » redirige ici. Pour les autres significations, voir Diwali (homonymie).

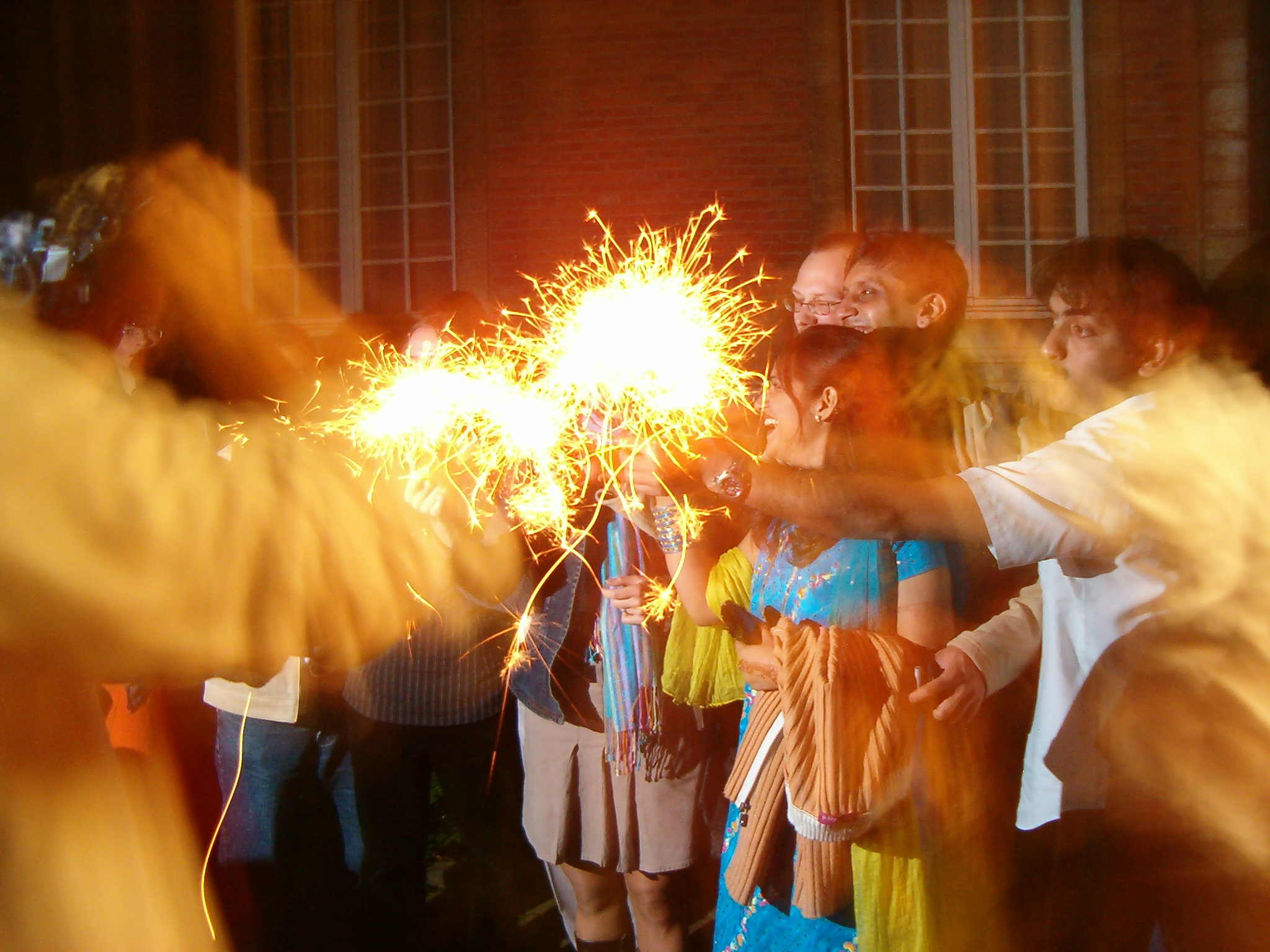
Divali, la fête de la lumière, s'accompagne de sparklers, sources de fumée toxique, ainsi que de pétards parfois puissants. Les autorités ont mis en place des règles à ce titre.

Divali, également appelée Diwali ou Deepavali  (hindi : दीपावली (Dīpāvalī) ou दिवाली (Divālī)), est une fête majeure dans le monde indien. « Divali » est la forme contractée de « Dipavali », tiré du sanskrit « rangée de lampes » (« dipa avali »). Indissociable de la grande fête de Dussehra, qui a lieu vingt jours avant, elle commémore le retour de Rama à Ayodhya. Ses habitants avaient alors éclairé les rues où passait le roi avec des lampes dip. Divali est aussi une occasion de célébrer Ganesh, invoqué pour lever les obstacles susceptibles de nuire au bon déroulement d'une action. 
Divali est une fête très populaire en Inde : c'est celle des lumières, à l'occasion de laquelle on s'offre des cadeaux et tire des feux d'artifice. Les festivités durent cinq jours, dont le troisième, le plus important (« Bari Divali », « la grande Divali »), est consacré à la déesse Lakshmi, les quatre autres étant associés à différentes légendes et traditions. Ce troisième jour est aussi le dernier de l'année du calendrier hindou Vikram, utilisé dans le nord de l'Inde. Le lendemain, début de la nouvelle année hindoue, est connu sous le nom d’Annakut dans le nord de l'Inde. Dans l'Inde du Sud, Divali ne coïncide pas avec le début de la nouvelle année, car un autre calendrier est utilisé, le calendrier Shalivahana.
Outre les hindous, les sikhs et les jaïns fêtent également Divali, en lui rattachant d'autres valeurs symboliques et des références historiques différentes. Divali est aussi célébrée au Népal (où la majorité de la population est hindoue) et dans de nombreux pays où vivent d'importantes communautés indiennes, tels que la Malaisie, Singapour, Maurice, La Réunion, l'Afrique du Sud ou le Royaume-Uni.

## Divali et la religion hindoue

### Divinités hindoues associées à Divali

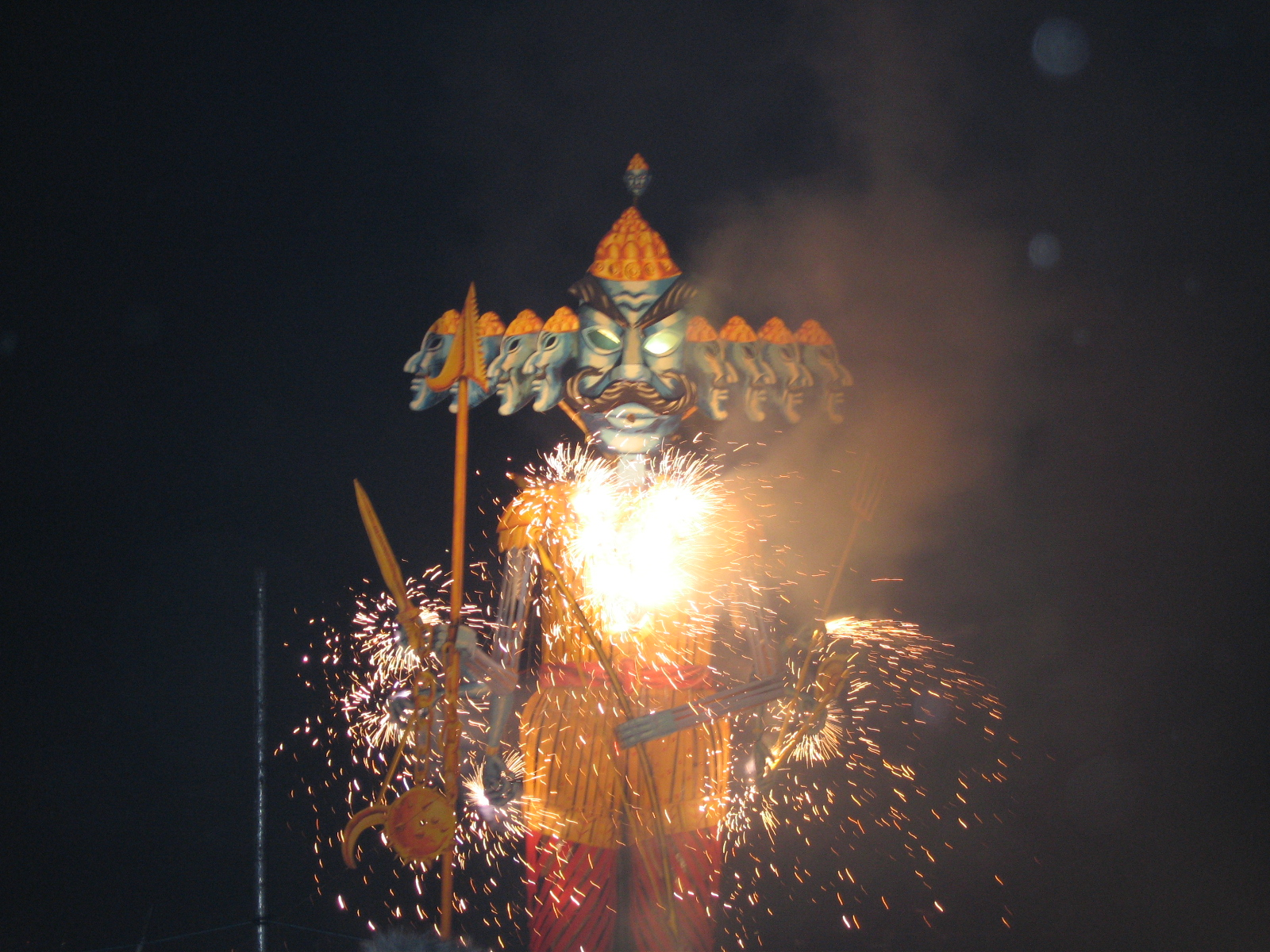
La destruction de Ravana, célébrée à l'occasion de la fête de Dussehra.

Divali fait appel à de nombreux mythes et légendes de l'hindouisme, se rapportant principalement à Vishnou et à son épouse Lakshmi.
Avec Brahma, dieu de la création, et Shiva, dieu de la destruction, Vishnou, dieu de la préservation, fait partie de la Trimurti, la trinité de l'hindouisme qui a peu à peu remplacé dans la ferveur populaire la trinité védique que constituaient Agni (le feu), Vayu (le vent) et Surya (le soleil). Ces trois divinités sont chacune accompagnées de leurs parèdre (ou shakti), la déesse qui leur est associée. Ainsi, l'épouse de Brahma est Sarasvati, déesse du savoir, celle de Shiva est Parvati (qui peut revêtir les formes terribles que sont Durga et Kali), et enfin, celle de Vishnou est Lakshmi, qui personnifie la richesse intérieure et la prospérité.
Avant tout, Divali célèbre le retour dans sa capitale, Ayodhya, de Rama avec son épouse Sita, qu'il a reconquise de haute lutte sur le démon Ravana, épisode conté dans le Ramayana. Divali (ou Dipavali), dont le sens est « rangée de lumières », rappelle le chemin de lampes fait à Rama par les habitants d'Ayodhya pour éclairer son retour. Divali prolonge la fête de Dussehra, qui célèbre la victoire de Rama sur Ravana, et a lieu exactement vingt jours avant Divali. Au cours des festivités de Dussehra, les gigantesques effigies de Ravana, sont brûlées avec force pétards.
Divali a pour point d'orgue la journée d'adoration de la déesse Lakshmi, mais c'est aussi une suite de festivités qui s'étendent sur cinq jours complets : chacun d'eux célèbre de manière différente, et selon un cérémonial approprié, toute une série de légendes et de traditions. Outre Lakshmi et les deux avatars de Vishnou que sont Krishna et Rama, Divali célèbre également Ganesh, le dieu à tête d'éléphant, fils de Shiva et de Parvati, qui est « celui qui écarte les obstacles de l'égo ».

### Déroulement de Divali

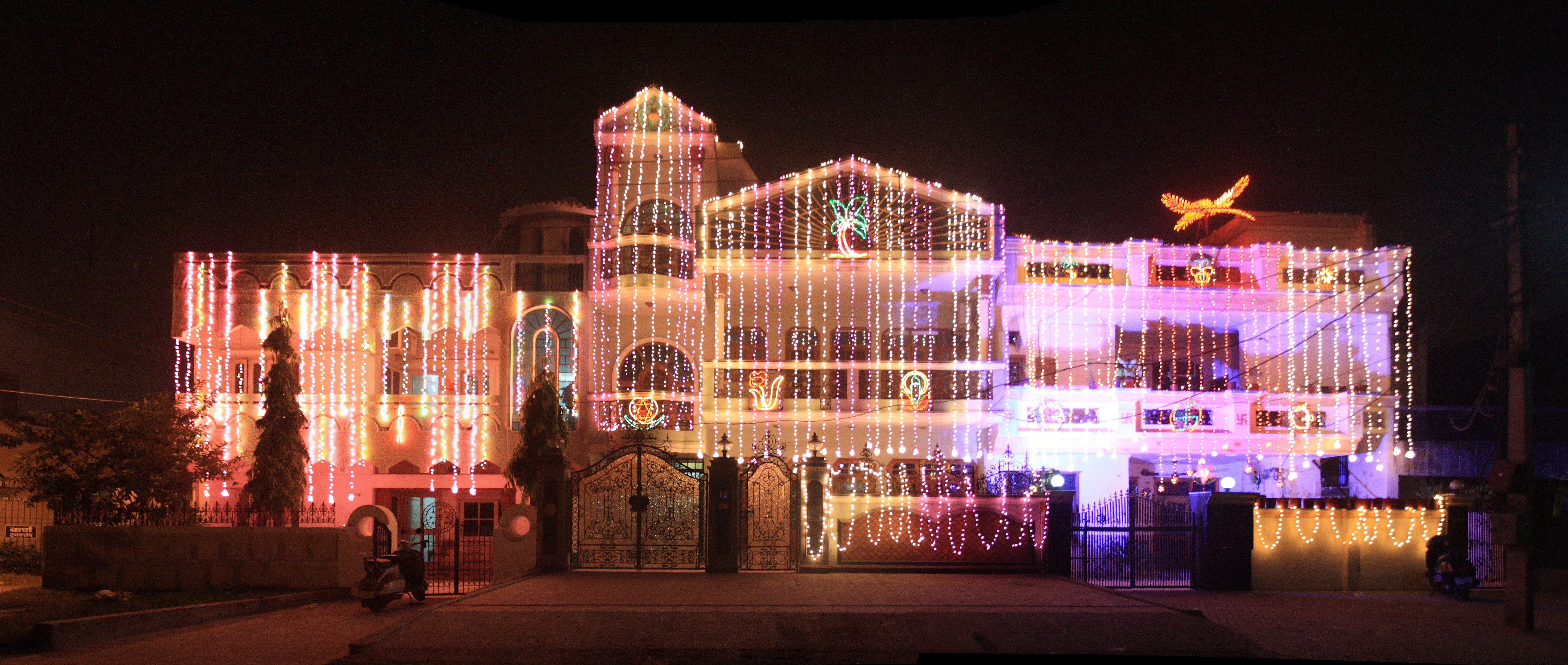
Maisons illuminées par des guirlandes lumineuses à Karnal (Haryana), à l'occasion de Divali en 2010.

La date de Divali est fixée selon les calendriers hindous traditionnels, de type luni-solaire dérivés de l'antique calendrier védique sont : le Vikram en Inde du Nord — selon lequel le Nouvel An est le quatrième jour des fêtes de Divali — et le Shalivahana en Inde du Sud.

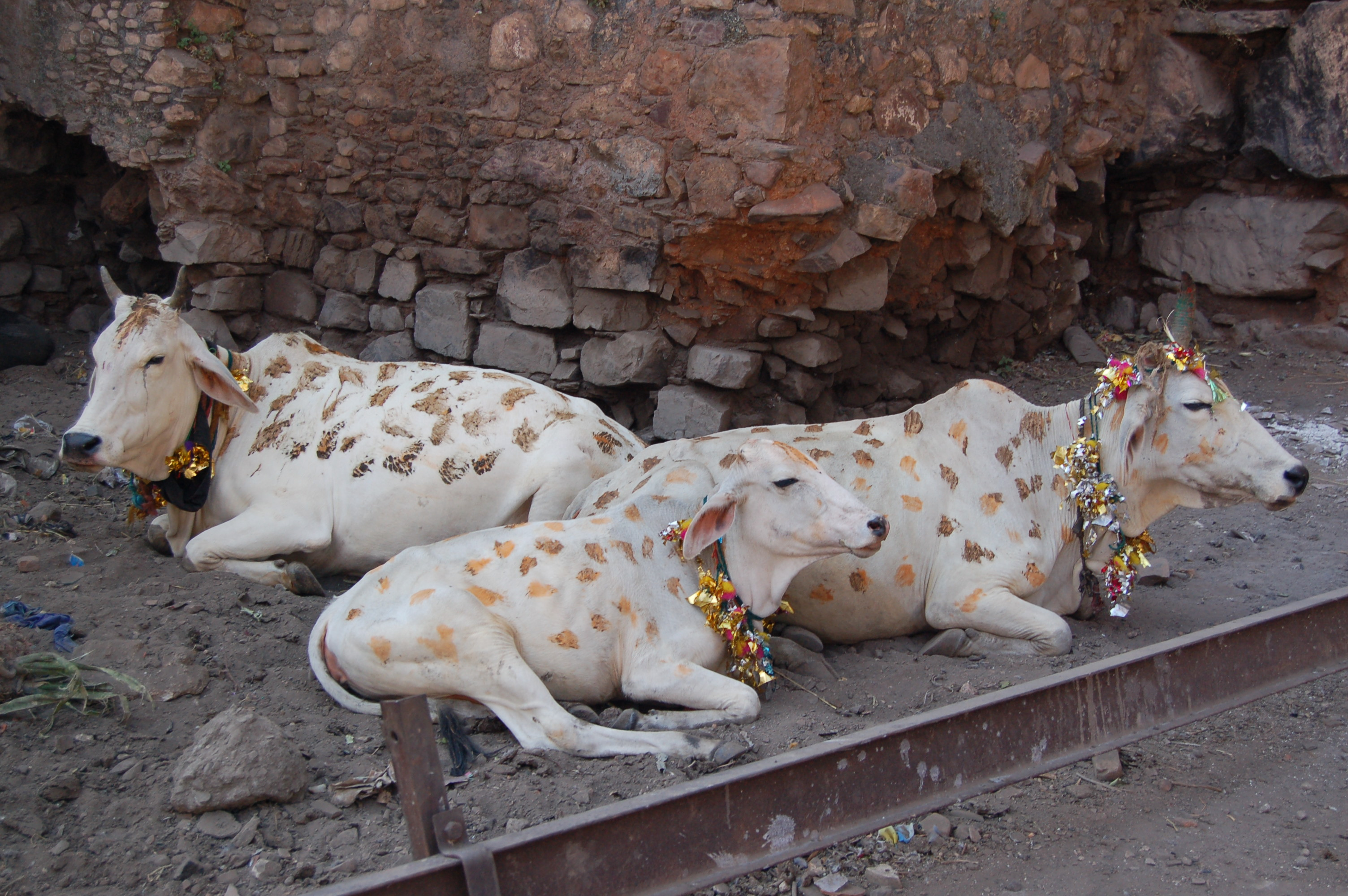
Vaches décorées pour Divali.

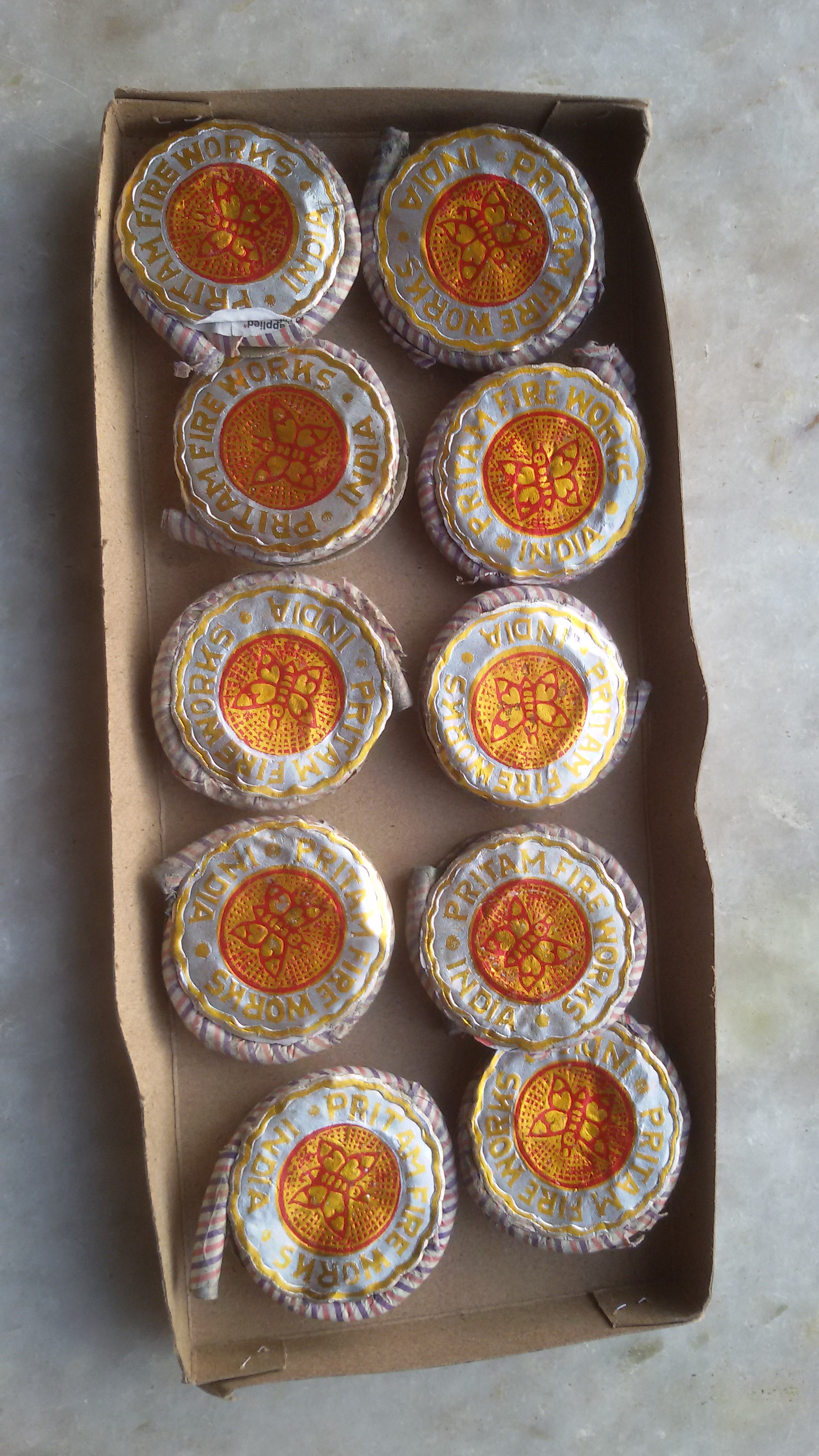
Boite de feux d'artifice individuels, très populaires pour la fêtes de Divali, notamment dans l'ouest du Bengale.

Les festivités commencent avec Dhanteras, la première journée (aussi appelée Dhan Trayodashi), qui évoque le Seigneur de la Mort, Yama Raj. La seconde est Narak Chaturdashi, appelée le « petit Divali » (Chhoṭi Divali), qui célèbre la défaite de Narakasura, le démon de la saleté.
Le troisième jour, le plus important, considéré comme celui de Divali proprement dit, est dévolu à la puja (la cérémonie religieuse) de Lakshmi, la déesse de l'abondance et de la prospérité épouse de Vishnou. À cette occasion, le dieu à tête d'éléphant, Ganesh, est toujours associé à Lakshmi. Le quatrième jour, appelé Annakut ou Navu Varsh, marque le début de la nouvelle année selon le calendrier Vikram. C'est le jour de la puja de Govardhana, de nom de la colline que souleva Krishna pour sauver son village. C'est aussi le Gudi Padwa consacré à l'amour entre époux. Enfin, le cinquième jour ou Bhai Duj (ou Bhai Bij, ou encore Bhai Tika), est dédié à l'amour fraternel.
À l'occasion de Divali, jeunes et vieux, riches et pauvres, s'habillent de neuf, échangent des sucreries et font exploser des pétards, des feux de Bengale et des feux d'artifice. Le lendemain de Divali marque le début de l'année fiscale en Inde du Nord, ce qui est approprié, puisque Lakshmi est censée apporter richesse et prospérité.

## Préparatifs et festivités
Divali est l'occasion de décorer maisons et rues et de se régaler de différents mets. Dans les villes, amis et familles se réunissent plusieurs jours avant pour jouer aux cartes, boire et manger.
Après la partie proprement religieuse de la fête, certains échangent des cadeaux, tirent des feux d'artifice et assistent aux spectacles de tous ordres proposés dans les mela, les grands rassemblements qui ont alors lieu.

### Décorations

#### Lampes

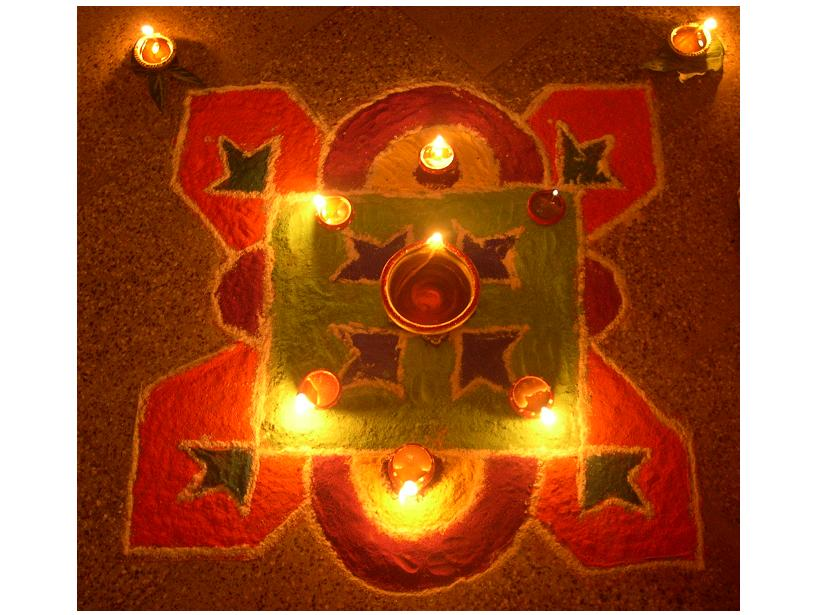
Lampes diya disposées sur un rangoli.

Divali est inséparable des lampes diya ou dip, en terre cuite la plupart du temps, mais parfois métalliques. Elles sont remplies d'huile ou de ghi, beurre clarifié, et brûlent grâce à une mèche, généralement faite de coton. On utilise également des bougies.

#### Rangoli
Les rangoli sont les décorations qui, lors de la fête, ornent maisons, cours, sanctuaires et autres édifices. Destinées à témoigner d'une chaleureuse hospitalité - car lors du troisième jour, Lakshmi, selon la croyance populaire, vient elle-même visiter les maisons - les rangoli sont dessinées sur le sol avec de la farine de riz en signe d'accueil et pour repousser les mauvais esprits. Des poudres de couleur sont aussi utilisées, afin de former des dessins de formes géométriques. Cette décoration se complète avec des feuilles de manguier et des guirlandes de soucis.

#### Thalipour lapuja

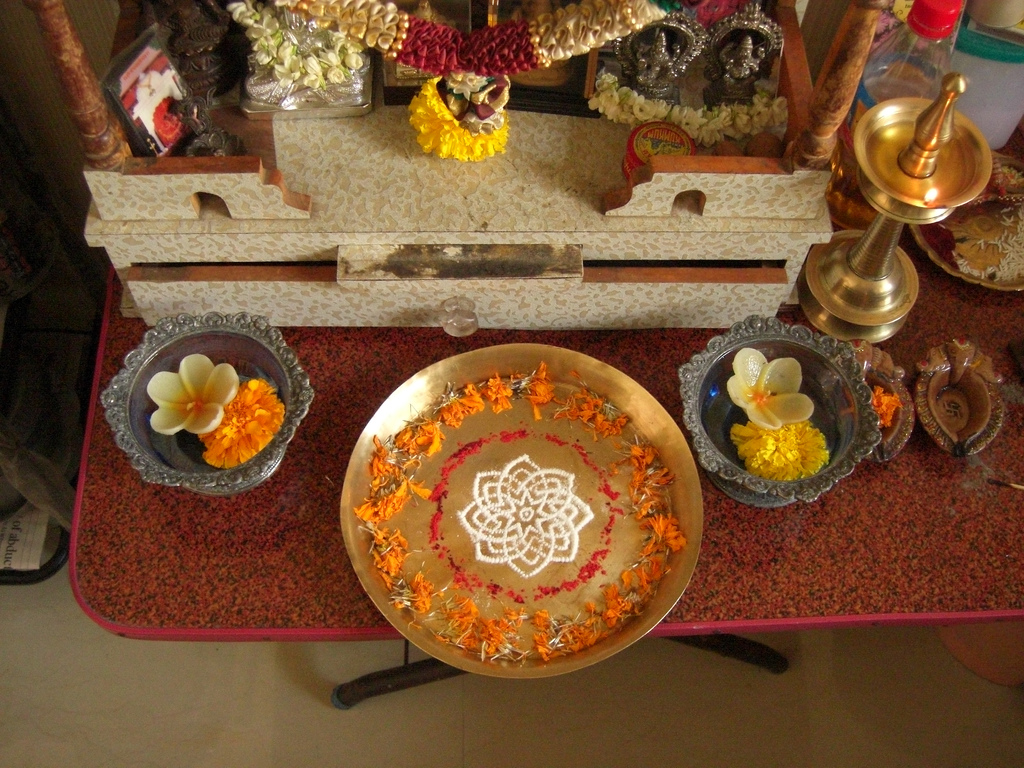
Un thali prêt pour la puja.

Un certain nombre d'objets sont nécessaires à la célébration de la puja, la cérémonie religieuse tenue en l'honneur de Lakshmi et de Ganesh.
Il est bon que tous ces objets soient préparés d'avance, de façon harmonieuse et plaisante à l'œil, sur un plateau (thali) ad hoc : on y dispose le roli, mélange de curcuma et de chau pour faire le tilak, la marque colorée que l'on apposera sur le front de son frère ou de sa sœur ; on y trouve aussi l’akshat (grains de riz), une ghanti (la clochette servant à appeler la divinité), un petit kalash (pot) empli d'eau, un kalava que l'on attachera autour de son poignet, quelques pièces d'or et d'argent ainsi que des fleurs. Une lampe diya, brûlant au ghi, sera ensuite posée sur le plateau de riz, qui est à son tour placé sur le kalash afin de représenter Lakshmi.
On peut acheter des thali décoratifs tout faits, mais c'est l'un des plaisirs des préparatifs de Divali que d'arranger soi-même un thali particulièrement réussi.

### Pujade Lakshmi et de Ganesh

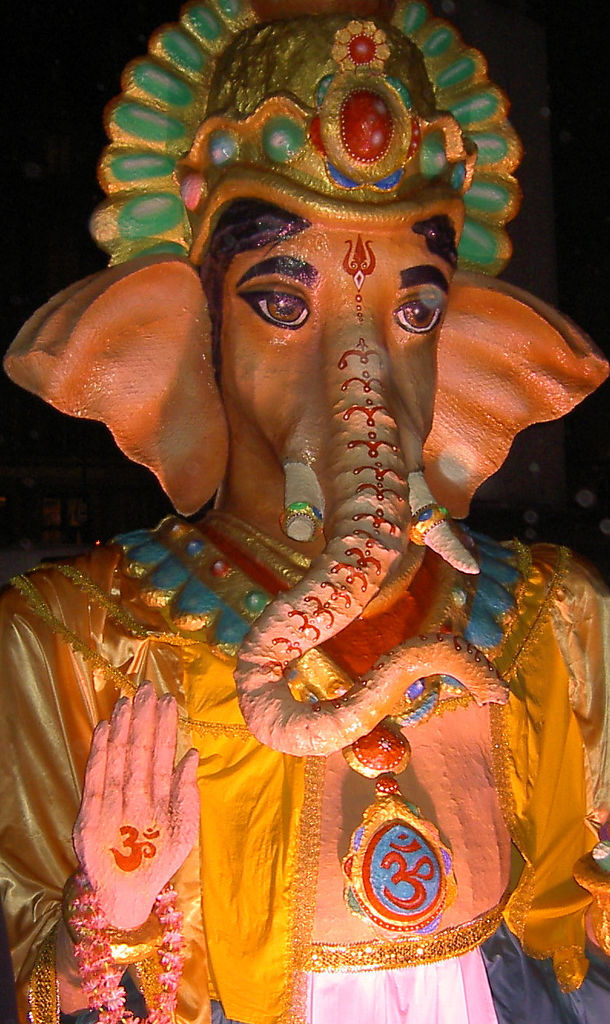
La statue de Ganesh, lors de la puja de Divali.

Au cours de la grande puja du troisième jour, on adore Lakshmi (à laquelle sont associées Kâlî et Sarasvati), et Ganesh (auquel est associé Vighnaharta). La puja est la cérémonie par laquelle la divinité, appelée par l'officiant (le pujari) avec la clochette ghanti, va descendre parmi ses adorateurs.
Après qu'on a soigneusement nettoyé la pièce, les statues de Lakshmi et Ganesh sont baignées avec de l'eau, puis avec un onguent appelé panchamrita ; on place alors une lampe diya devant chaque divinité pour chasser les mauvais esprits. La puja se poursuit par l'offrande aux divinités de fleurs fraîches, de couleurs (rouge abir et vermillon sindur), et du curcuma, auxquels on joint des friandises, des fruits et de l'argent, qui pourra être ensuite donné aux pauvres. On chante alors les incantations (arti) en l'honneur de Lakshmi et de Ganesh.
Après la célébration, les participants mangent les friandises offertes (prasad), et sortent faire exploser les pétards et tirer les feux d'artifice.

### Feux d'artifice et pétards
Divali, la fête des lumières, serait incomplète sans feux d'artifice. Compte tenu de leur prix, mais aussi de la pollution qu'ils génèrent, c'est la communauté qui tend à organiser les tirs. Quant aux pétards, leur nombre et leur puissance n'ont cessé de croître jusqu'au début des années 2000, lorsque les autorités ont décidé de limiter cette escalade.
Divali, en effet, donne l'occasion à certains de s'affirmer en achetant les pétards les plus puissants possibles, donc les plus bruyants. Leur niveau sonore pouvait dépasser 125, voire 145 décibels à quatre mètres. Ils sont désormais interdits. De plus, des accidents liés aux pétards et feux d'artifice ont lieu chaque année.

### Friandises

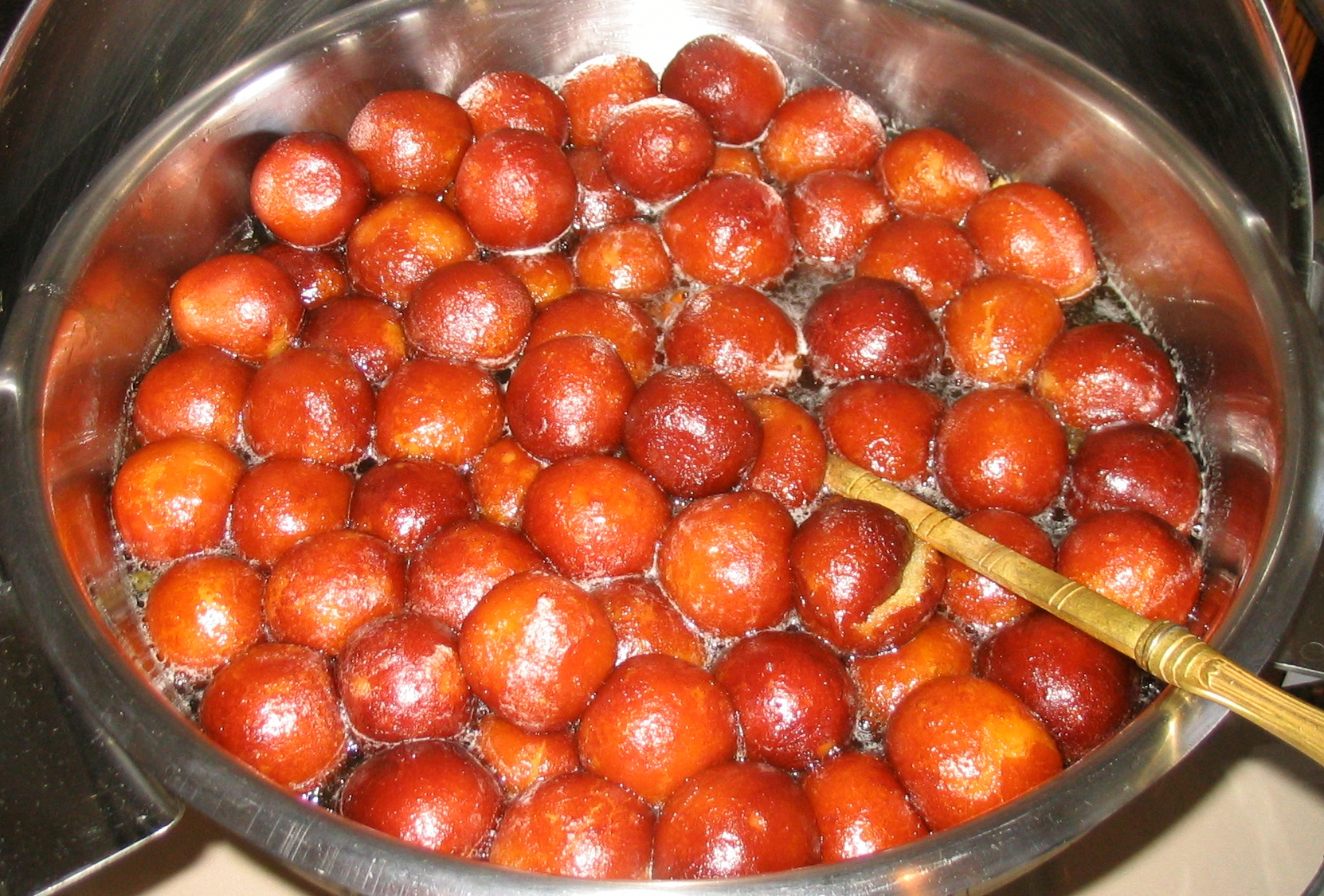
Les gulab jamun, un régal à l'occasion de Divali.

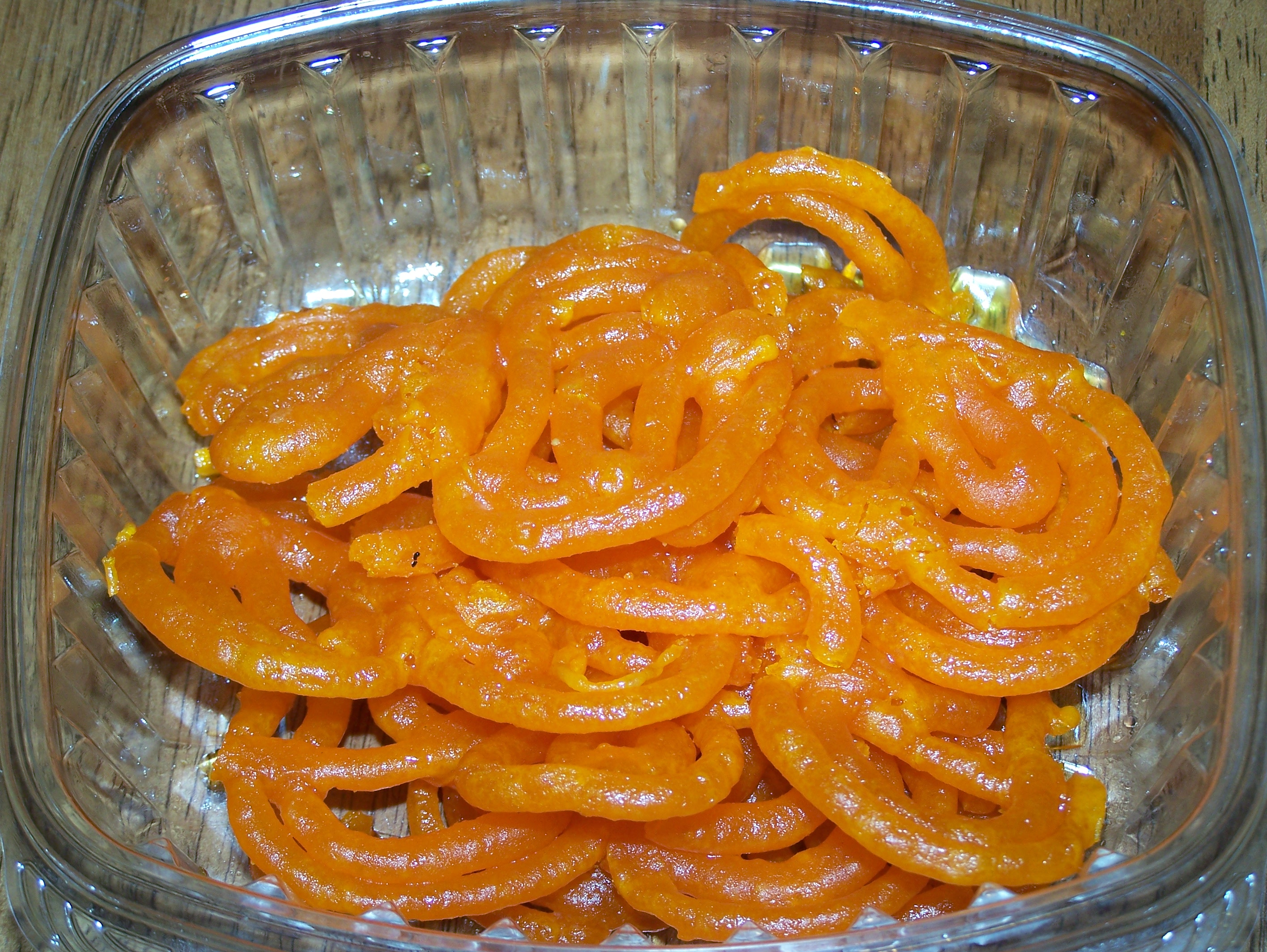
Des jalebi, toujours appréciés, lors de Divali ou en d'autres occasions.

L'échange de bonbons et de gourmandises fait partie des traditions de Divali. Ces friandises portent notamment le nom de prasad (« offrandes »). Il existe une grande variété de friandises qui varient d'une région ou d'une communauté à une autre. Parmi les friandises les plus connues :
- balushahi : beignet semblable à un donut ;
- barfi : rectangle fait à base de lait et de sucre, ils sont garnis de pistaches et cardamomes ;
- gulab jamun : boule de lait, beurre, préparation pour pâte à crêpe, sucre, le tout frit dans l'huile[21] ;
- jalebi : farine, yaourt, sucre, cardamome, eau de rose, ghi[N 4],[22],[23]… frit dans de l'huile ou du ghi ;
- imarti : semblable au jalebi, c'est une friture de pâte de haricot urd ;
- peda : préparation spécifique à Divali. Ceux d’Agra, renommés pour être délicieux, sont à base d'une sorte de lait concentré (khoya), de sucre en poudre, de cardamome et de pistache[24].
- goojha en forme de demi-lune et farcis
- shakar paré, sucrés
- namak paré, salés
- mathhi ou mathri, rond et salé
- papri, rond, salé et préparé avec la farine de blé concassé et d'autres ingrédients
- mothagam.

Dans certaines communautés, on boit le charnamrit, boisson à base de yaourt, de lait et de cardamome.

### Échanges de cadeaux
Les échanges de cadeaux étant aussi de mise, Divali apparaît comme l'équivalent indien du Noël chez les chrétiens. Chacun s'efforce d'offrir quelque objet, utile peut-être, inattendu et novateur si possible, mais en tous cas, témoignant de l'atmosphère chaleureuse et joyeuse qui caractérise la fête. De nos jours, les cadeaux couvrent une large gamme de produits : friandises ou fleurs, ustensiles de cuisine, bijoux, appareil multimédia, etc.

### Mela

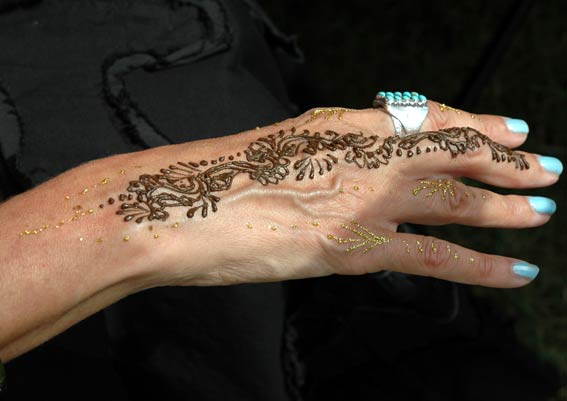
Décoration des mains au mehndi pendant une mela.

Les mela, du mot sanscrit signifiant « rassemblement », réunissent des foules importantes dans une atmosphère de liesse populaire : foires, manifestations religieuses, commerciales ou sportives. Divali donne lieu à des mela, généralement tenues lors d'un week-end, peu de temps après les célébrations : c'est l'occasion pour la communauté hindoue de se rassembler, en Inde comme dans tous les pays où existe une diaspora.
On peut assister à des spectacles de magie, de marionnettes, ou visiter des expositions d'artisanat, fréquenter des échoppes où l'on dessine des tatouages mehndi sur les mains, d'autres où l'on achète toutes sortes de mets. Bien entendu, les feux d'artifice sont de la partie. Du fait de leur popularité, les mela de Divali accueillent souvent des vedettes du cinéma de Bollywood ou des chanteurs connus.

## Signification pour les hindous

### Les «cinq jours» de Divali

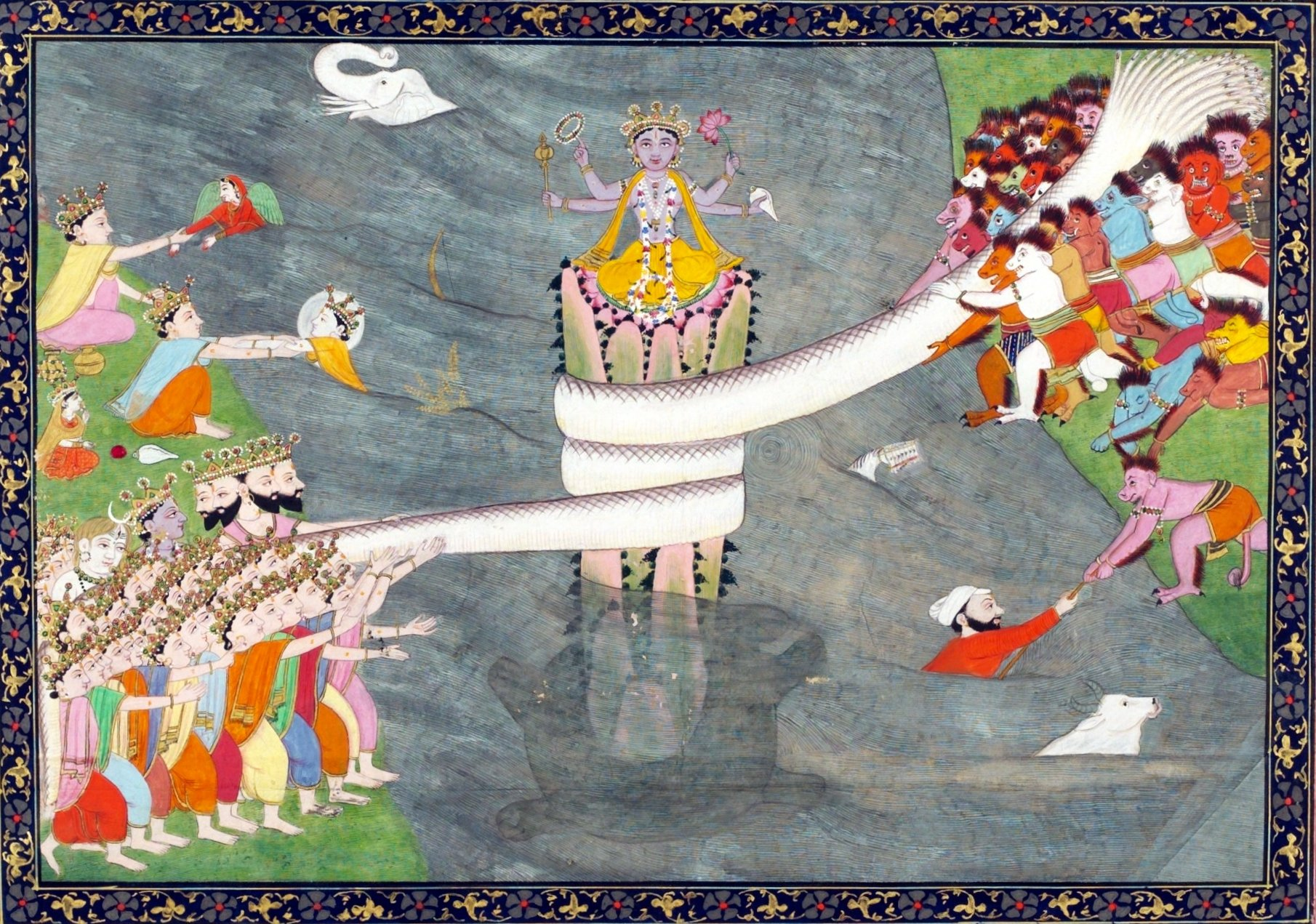
Le barattage de la mer de lait, d'où sortirent — entre autres — Dhanvantari et Lakshmi. On remarque le mont Mandara, qui sert de baraton, et le roi des serpents Vasuki, qui sert de corde à baratter.

Plusieurs légendes ou traditions sont associées à Divali et entraînent des célébrations distinctes. En règle générale, les festivités de Divali s'étendent donc sur cinq jours (le nombre en peut cependant varier), chacun d'eux ayant son rôle et sa signification,. Ces jours se situent à cheval sur les mois du calendrier hindou de ashwin et de Kartik.

#### Dhanteras, le premier jour
Dhanteras, ou Dhanvantari Triodasi, est le 13e jour de la seconde quinzaine (paksha) du mois lunaire de ashwin. Ce jour-là, le Seigneur Dhanvantari, médecin des dieux, sortit de la mer de lait en apportant à l'humanité sa médecine ayurvédique.
Au coucher de soleil, les Hindous se baignent et allument les lampes dites yama diya, qu'ils laissent brûler toute la nuit. Leur lueur écarte et honore tout à la fois Yama, le Seigneur de la Mort, auquel on offre des friandises et qu'on prie pour s'épargner une fin prématurée. Les offrandes doivent être faites auprès d'un arbre sacré que, pour cette raison, certaines personnes font pousser dans leur jardin. Il est également traditionnel d'acheter un porte-bonheur : un nouvel ustensile, voire une pièce d'or ou d'argent.

#### Chhoti Divali, le second jour
Le second jour de Divali est appelé Narak Chaturdasi ou Chhoti Divali (petit Divali). C'est celui où Krishna détruisit le démon de la saleté. Narakasura. Il convient alors de se masser le corps avec de l'huile pour qu'en disparaisse la fatigue, de se baigner et se reposer, de façon à pouvoir célébrer Divali avec l'entrain et la dévotion requis.
Ce soir-là, à la différence de la veille, on n'allume pas de lampes yama diya: les shastras, stipulant qu'elles sont exclusivement réservées à Dhanteras.

#### Lakshmi Puja, le troisième jour
Ce jour le plus important de tous, appelé Bari Divali ou « grand Divali » , est consacré à la puja de la déesse Lakshmi. Lors de cette puja qui se déroule le jour d'Amavasya, Nouvelle Lune, cinq divinités sont célébrées. Ce sont la trimurti des déesses: MahaLakshmi, déesse de la richesse, MahaSarasvati, déesse du savoir, et Mahakali ; ainsi que Ganesh et Vighnaharta.
Ce jour les Hindous effectuent leurs ablutions avant de se joindre à leur famille et à leur Pandit, pour adorer ensemble la divine Lakshmi, afin qu'elle les bénisse de richesse et prospérité, et permette le triomphe du bien sur le mal, de la lumière sur l'obscurité.
C'est lors de ce troisième jour que les préparatifs en vue de la puja  sont les plus importants : décoration de la maison avec les rangoli (motifs décoratifs pour accueillir Lakshmi), préparation des thali, plateaux des offrandes et ustensiles pour la puja.

#### Puja de Padwa et de Govardhan, le quatrième jour

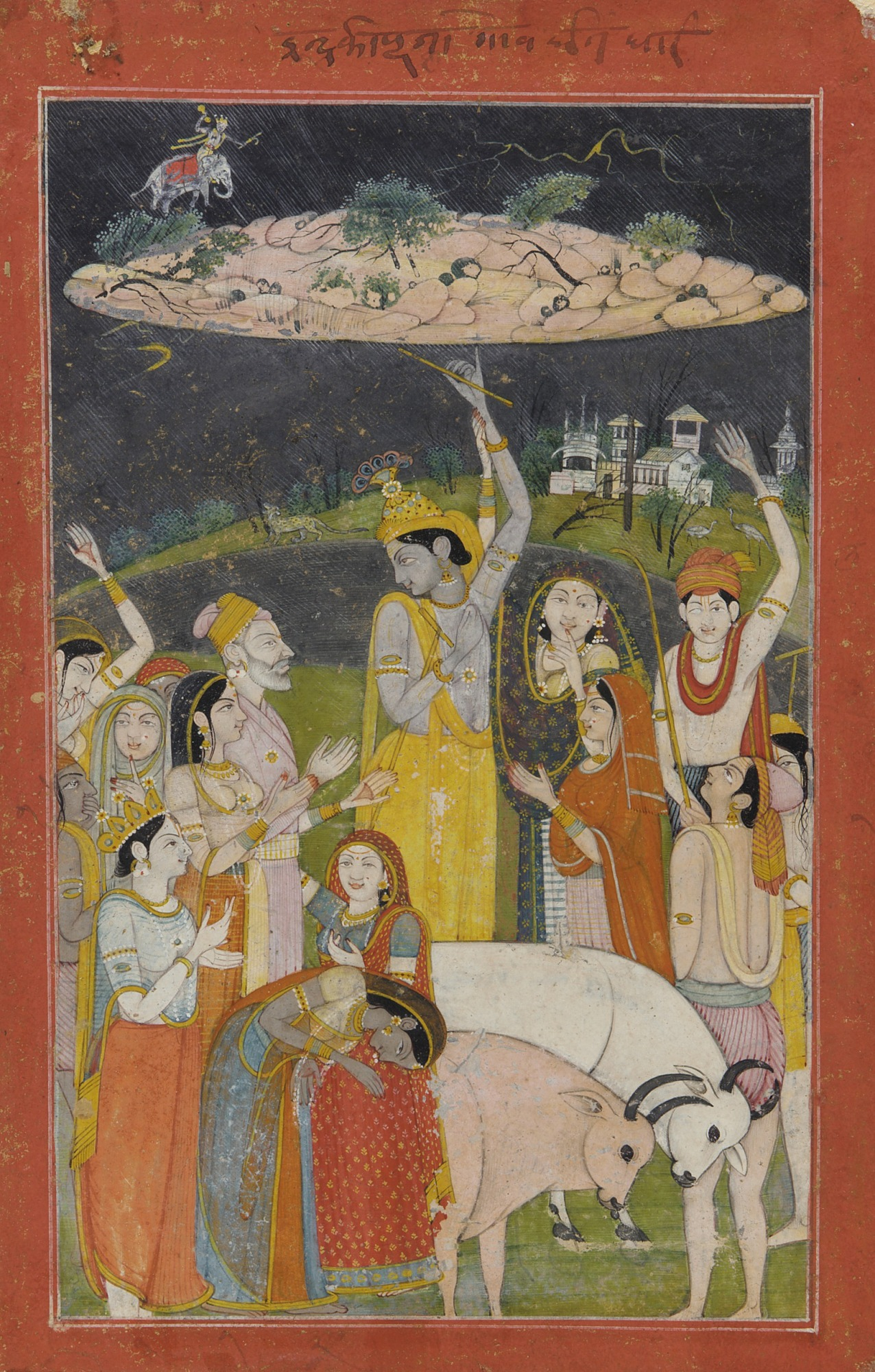
Krishna portant le mont Govardhana sur son doigt, pour sauver les habitants de la colère d'Indra. On aperçoit celui-ci au loin dans le ciel, sur sa monture, l'éléphant blanc Airavata. Peinture Pahari (École du Garhwal) attribuée à Mola Ram, réalisée vers 1790.

Le quatrième jour de fête est le premier jour du mois de Kartik, qui marque, en Inde du Nord, la nouvelle année. Kartik est un mois extrêmement propice tant sur le plan matériel que spirituel.
Ce jour a deux significations. D'une part, c'est le Gudi Padwa, qui symbolise l'amour et la dévotion unissant les époux ; en ce jour, les jeunes mariées sont invitées avec leur époux à des repas spéciaux et reçoivent des présents. D'autre part, on célèbre la puja de Govardhana. Il y a bien longtemps, le Seigneur Krishna sauva les habitants du village de Gokul du déluge déchaîné par Indra. Depuis cette époque, les Hindous honorent chaque année Govardhan en hommage à la première puja jadis célébrée par les habitants de Gokul.

#### Bhai Duj, le cinquième jour
Bhai Duj, ou encore Bhrati Duj est une journée dite « des frères » qui est dédiée aux sœurs. Elle rappelle que Yama Raj, Seigneur de la Mort, se rendit chez sa sœur et lui accorda le don (vardhan) de libérer de ses péchés quiconque viendrait la voir ce jour-là, conférant du coup aux visiteurs le pouvoir d'atteindre la libération finale (moksha). Depuis, les frères se font un devoir, à cette date, de se rendre chez leurs sœurs et de prendre de leurs nouvelles.

### Mythes et légendes associés à Vishnou et à Lakshmi

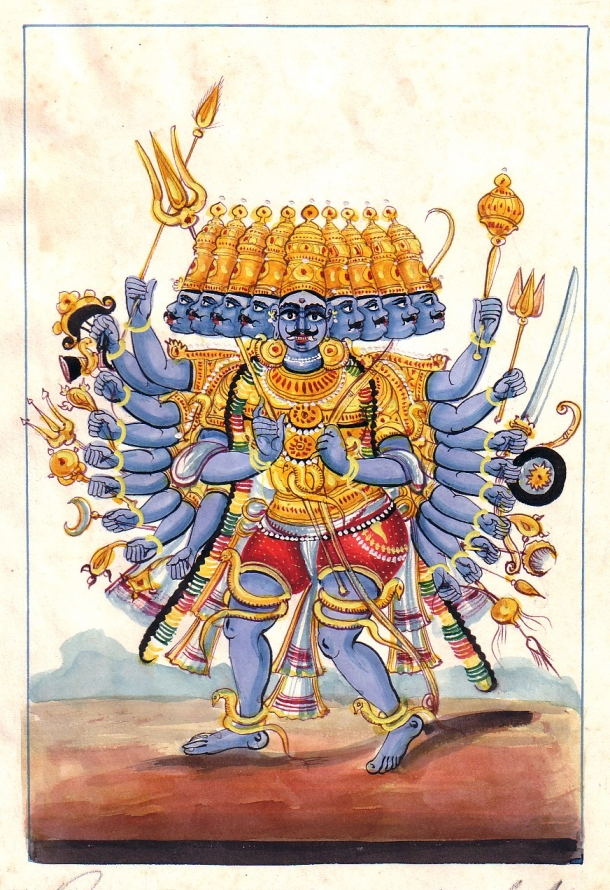
Ravana aux dix têtes et aux vingt bras. Aquarelle de style Company Paintings (Inde du Sud), réalisée vers 1920.

Pour un non-Hindou, il peut sembler qu'il existe bien des légendes mythologiques disparates associées à Divali. En réalité, la plupart d'entre elles sont, d'une façon ou d'une autre, en rapport avec Vishnou et sa divine épouse Lakshmi.

#### Retour de Rama et Sita

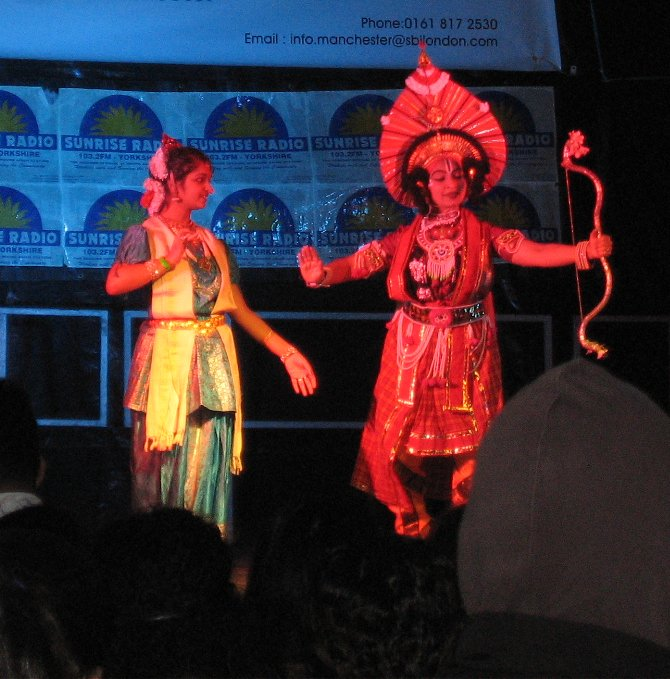
Retrouvailles de Rama et Sita, lors de la fête de Divali (Représentation de Yakshagana).

Rama, roi d'Ayodhya (l'une des sept villes sacrées des Hindous), dont la quête de son épouse Sita occupe une grande partie de l'épopée du Ramayana, est en réalité l'un des avatars de Vishnou, sa femme étant une incarnation de Lakshmi. Après une longue recherche, menée avec l'aide de son demi-frère Lakshmana, et du dieu-singe Hanuman, Rama affronta le démon Ravana en un combat de dix jours et le tua. Cette victoire est célébrée aujourd'hui en Inde par la fête de Dussehra.
Vingt jours après la mort de Ravana, Rama et son épouse Sita revinrent en leur capitale d'Ayodhya, « l'invincible ». La population leur fit fête et illumina les rues de lampes dip, disposées en rangée avali (d'où le nom composé Dipavali, contracté en Divali).

#### La médecine ayurvédique révélée aux hommes par Dhanvantari

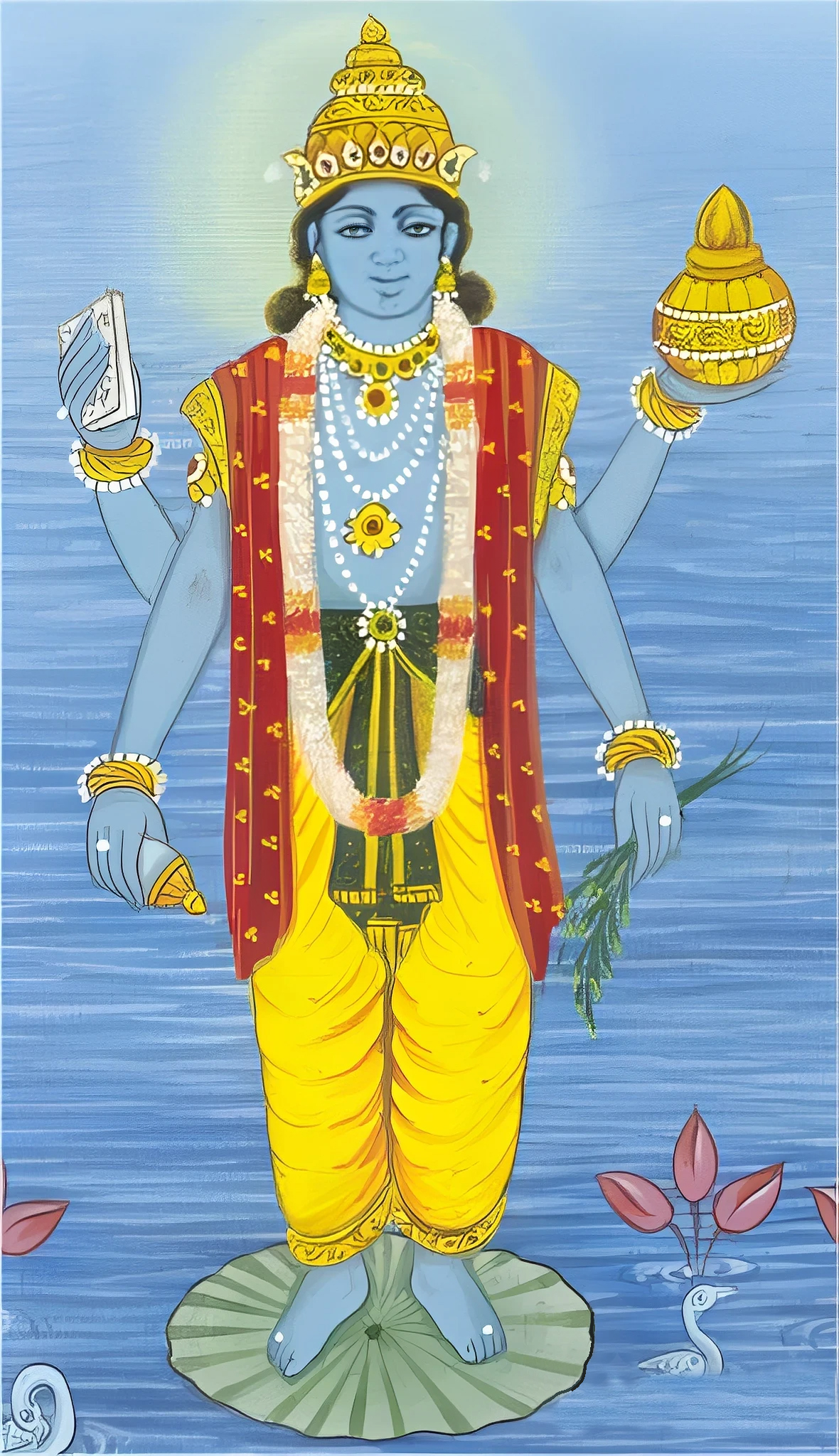
Dhanvantari

Cette légende rattachée au jour de Dhanteras fait référence au barattage de la mer de lait, accompli par les devas (dieux) et les asuras (démons) à l'aide du Mont Mandara dans leur quête de l'ambroisie (amrita), l'élixir d'immortalité. Après le barattage, le Seigneur Dhanvantari, médecin des dieux, sortit de l'océan, avec en ses mains une coupe (kumbha) contenant le précieux élixir. Les démons danava, hostiles aux dieux, cherchèrent alors à s'en emparer. Mais Vishnou veillait : revêtant la forme de la belle Mohini, il saisit prestement la coupe d'ambroisie et la leur offrit ; pleins d'une nouvelle vigueur, ils défirent alors les danava sans coup férir.
Le Seigneur Dhanvantari fit également don aux hommes de la médecine ayurvédique, qu'il leur confia pour leur plus grand profit. Dhanvantari s'est réincarné dans la famille royale de Kashi, aujourd'hui Bénarès, ville renommée pour son rôle éminent dans la médecine.

#### Les vertus du basilic, la plante de Vishnou
Les lampes qui brillent pendant le mois de Kartik relèvent également de l'adoration du tulsi, le basilic sacré, herbe considérée comme ayant de grandes vertus car elle augure bien du futur tout en accroissant les forces vitales.

#### Victoire de Krishna sur le démon Narakasur
Le démon Narakasur avait vaincu le dieu Indra lui-même, puis volé les bijoux magiques, qui ornaient les oreilles de la déesse mère Aditi, parente de la femme de Krishna (autre avatar de Vishnou), Satyabhama. Plus grave encore, Narakasur enleva 16 000 jeunes filles d'origine sainte, voire divine, pour les enfermer dans son harem. Les dieux demandèrent alors à Krishna de le tuer. Comme un sort l'avait jadis frappé, lui prédisant la mort des mains d'une femme, Krishna conféra à Satyabhama la force de décapiter le démon.

#### Sauvetage du village de Gokul
Krishna, lorsqu'il n'était encore qu'un jeune garçon, vivait dans le petit village de Gokul, où il folâtrait en compagnie des jeunes bergères, les gopi. Or, les habitants de Gokul, proche de Mathura, avaient coutume de célébrer le dieu Indra à la fin de chaque mousson ; mais une année, Krishna leur enjoignit de cesser ces prières.
Fou de rage, Indra fit s'abattre un déluge d'eau pour noyer Gokul. Les habitants terrifiés se virent alors assurés par Krishna que rien de fâcheux ne leur arriverait. De fait, lorsqu'ils se furent tous réfugiés avec leur bétail auprès de Krishna, celui-ci souleva le mont Govardhana qu'il tint du bout de son seul petit doigt. Sous cette protection improvisée, les villageois et leur bétail échappèrent à la noyade. Au bout de sept jours pendant lesquels Krishna porta Govardhan sans faiblir, Indra fut contraint de s'incliner et de reconnaître son infériorité.
Cette légende est révélatrice de l'évolution de l'hindouisme, qui s'écarta de l'ancienne divinité védique qu'était Indra, pour aller vers le culte nouveau que constituait celui de Vishnou et de son avatar Krishna.

### Autres mythes et légendes

#### Mythe solaire
L'une des significations de Divali est liée aux cycles des saisons : les innombrables lampes de Divali sont allumées pour célébrer le retour du soleil, masqué pendant toute la période de la mousson par le malveillant esprit des eaux. Si, à cette époque de l'année, on procède aux offrandes qui s'imposent, les dieux et les esprits prennent alors une forme humaine pour rendre visite aux hommes.

#### Pandava

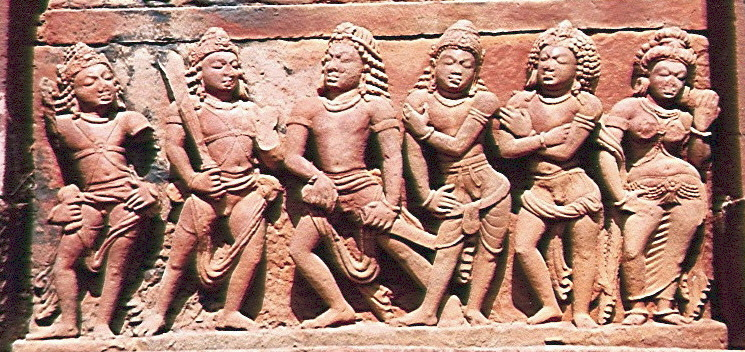
Les cinq Pandava, avec la belle Draupadi. Relief Gupta au temple de Deogarh.

Les lampes diya commémorent également le retour des cinq Pandava, les héroïques frères du Mahabharata, bannis pour treize ans à la suite de leur désastreuse défaite au jeu de dés contre les Kaurava. À leur arrivée lors de Divali, leurs sujets leur rendirent hommage en illuminant la ville de petites lampes de terre cuite. Cette tradition, considérant l'importance de l'avatar Krishna dans le Mahabharata et en particulier dans la Bhagavad Gita (célèbre dialogue entre le héros Arjuna, l'un des Pandava, et Krishna lui-même), se rapporte de nouveau à Vishnou.

#### Yama, seigneur de la mort, et la femme du roi Hima

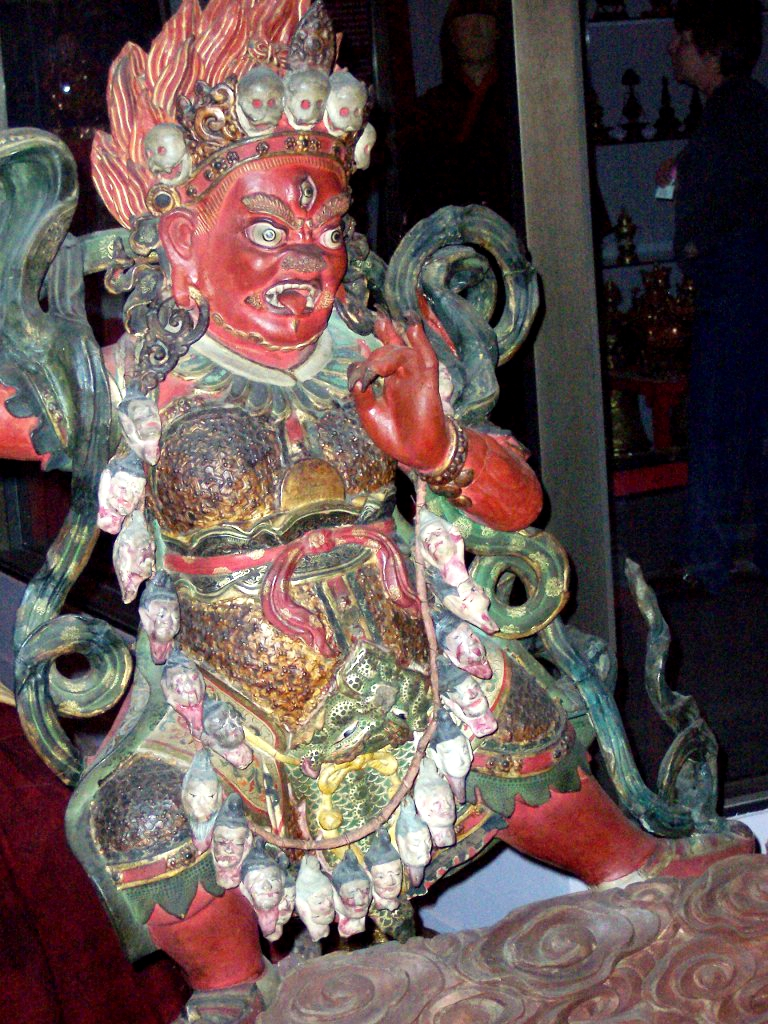
Yama, seigneur de la mort

Il avait été prédit que le roi Hima mourrait quatre jours après son mariage à la suite de la morsure d'un serpent. Résolue à empêcher ce drame, au jour fatidique son épouse alluma des lampes qu'elle disposa tout autour de la chambre, et passa la nuit à narrer des contes et chanter des chansons à son mari pour l'empêcher de s'assoupir. Au milieu de la nuit, Yama le dieu de la mort arriva sous la forme d'un serpent, mais ébloui par l'éclat des lampes il ne put accomplir son sinistre dessein. Ainsi, le roi Hima échappa aux griffes de la mort par l'intelligence et la détermination de sa femme. Cette légende explique et inspire la tradition selon laquelle les lampes diya doivent rester allumées au soir de Dhanteras, le premier jour de Divali.

#### Yama et sa sœur Yamuna
Selon la légende, Yama, le dieu de la mort, rendit visite à sa sœur Yamuna (aussi appelé Yami) pendant le mois de Kartik. Celle-ci le reçut chaleureusement, accomplissant son arti (c'est-à-dire les démonstrations de dévotion que l'on témoigne à un dieu), lui plaçant le tilak (marque rouge) sur le front, et lui mettant une guirlande autour du cou. Yamuna avait également préparé pour son frère toutes sortes de plats et de friandises qu'elle s'empressa de lui offrir. S'étant régalé de ces mets délicieux, le Seigneur Yama couvrit sa sœur de bénédictions et lui accorda un don divin : désormais, chaque fois qu'un frère rend visite à sa sœur le jour de Bhai Duj (dernier jour des fêtes de Divali), il jouit de la santé et de la prospérité.
Il existe cependant d'autres versions de la même histoire. Selon la principale variante, c'est Krishna lui-même qui, après avoir tué le démon Narakasur, rendit visite à sa sœur Subhadra qui l'accueillit avec une lampe, des fleurs et des friandises, et lui apposant le tilak porte-bonheur sur le front.

## Signification pour les sikhs
Le sikhisme est une religion qui a été fondée au XVIe siècle dans le nord de l'Inde par Guru Nanak. Il prônait une sorte de synthèse entre l'Islam et l'hindouisme, déclarant à ses « disciples » : « il n'y a ni hindou ni musulman ; quant à vous, vous êtes des sikhs (des disciples) ». Pour les Sikhs, la signification de Divali est différente de celle des hindous. D'un point de vue symbolique, Divali représente surtout la victoire de la justice (dharma et ahimsa) sur l'injustice (adharma) et la violence. Sur le plan historique, la commémoration rappelle quelques moments essentiels de la lutte contre l'empire moghol :

### Bandi Chhorh Divas
En 1619 lors de Divali, le 6e gourou, Hargobind Singh, fut emprisonné au fort de Gwalior par l'empereur Jahangir, avec cinquante-deux princes du Penjab. Jahangir qui appréciait les qualités de Hargobind Singh pour les avoir éprouvées, ne souhaitait pas le garder en prison et lui annonça sa libération. Hargobind Singh demanda alors que les princes fussent libérés en même temps que lui. Jahangir, ne voulant pas totalement repousser cette requête, déclara à Hargobind Singh « qu'il pourrait emmener avec lui ceux des princes qui réussiraient à s'accrocher à son manteau lorsqu'il quitterait le fort de Gwalior ». Ainsi en fut-il : Hargobind Singh revêtit un vaste manteau flottant, qu'il avait découpé en cinquante-deux lanières, et il franchit les portes du fort de Gwalior accompagné des princes, désormais libres grâce à son insistance. Hargobind Singh s'en fut alors vers Amritsar où il parvint à la veille de Divali, et une grande fête fut organisée le lendemain par son peuple pour célébrer son retour. C'est ce souvenir qu'évoque pour les Sikhs le terme Bandi Chhorh Divas, « jour de la libération des prisonniers ».
Ainsi, Divali est célébrée pendant trois jours à Amritsar avec une ferveur toute particulière: le Temple d'Or est illuminé, des feux d'artifice sont tirés et les pèlerins se baignent dans le bassin sacré du Temple. C'est aussi à ce moment que les commerçants clôturent leurs comptes et ouvrent les livres de la Nouvelle Année après les avoir consacrés.

### Martyre de Bhai Mani Singh Ji

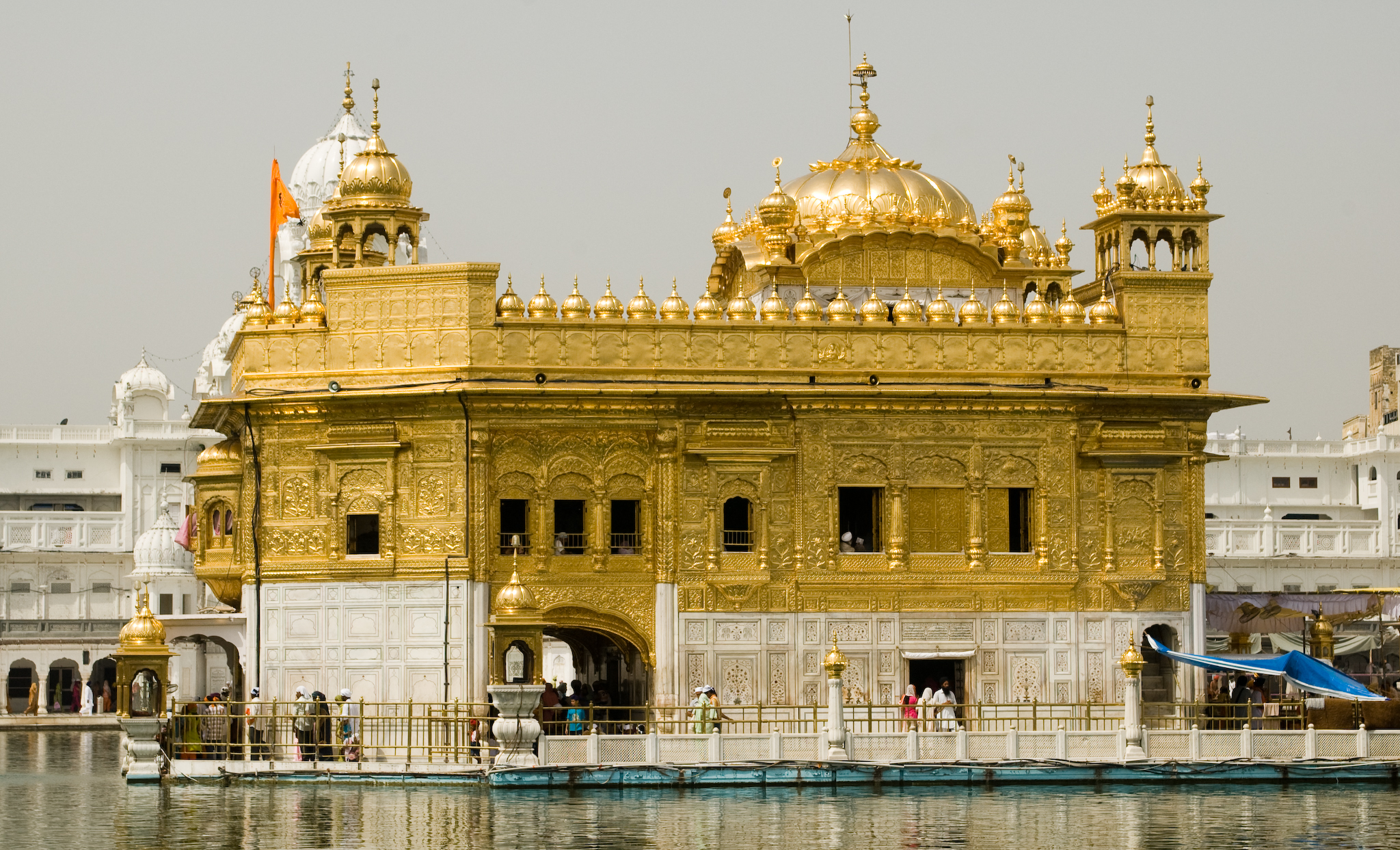
Le Harmandir Sahib, le Temple d'Or où est exposé le adi Granth, le livre saint des Sikhs

Autre événement important associé à Divali, le martyre, survenu en 1734, du vénérable Sikh Bhai Mani Singh. Ce dignitaire, à la fois savant et stratège, occupait alors l'importante fonction de Granthi et, en tant que tel, avait la charge du adi Granth, les saintes écritures des Sikhs, déposées dans le Harmandir Sahib, le Temple d'Or. En 1733, souhaitant redonner vie à la célébration de Divali dans le Temple d'Or d'Amritsar, il lança un appel en ce sens à la communauté sikh et accepta de payer au gouvernement la somme de 5000 Rs pour avoir le droit de la réunir. C'est alors qu'il eut vent des intentions meurtrières du gouverneur de Lahore, le cruel Zakriya Khan, qui comptait mettre à profit le rassemblement pour massacrer tous les participants.
Bhai Mani Singh n'eut alors d'autre choix que d'annuler les festivités prévues, et refusa de ce fait le paiement de la somme convenue. Arrêté, il se vit offrir l'alternative habituelle : abjurer et se convertir à l'Islam ou mourir sous la torture. Il refusa d'abjurer sa foi et finit décapité à Nakash Chowk, Lahore, en 1734.
Son martyre, ainsi que celui d'autres Sikhs, contribuèrent à accroître l'élan donné à la lutte des Khalsa, « la Communauté des Purs », pour obtenir leur liberté.

### Divali et leSarbat Khalsa
La fondation du Khalsa, « la communauté des Purs », par Guru Gobind Singh en 1699, transforma profondément la communauté sikh pour en faire l'organisation quasi militaire qu'elle devint désormais, et le combat que menaient les Sikhs contre l'Empire moghol s'exacerba. En effet, les atrocités envers les non-musulmans, et tout particulièrement envers la communauté sikh, s'intensifièrent au XVIIIe siècle.
Face à cette situation, à partir de 1708, puis après l'exécution de Banda Bahadur en 1716 (qui conduisit au soulèvement agraire du Penjab), les Sikhs commencèrent à organiser deux fois par an des rassemblements destinés à décider de leurs affaires. Progressivement, l'habitude se prit de les tenir à Amritsar, le premier jour de Baisakh et le jour de Divali. Ces rassemblements sont connus sous le nom de Sarbat Khalsa et les décisions qui y sont prises se nomment des gurmata (« décrets du Gourou »).

## Signification pour les jaïns

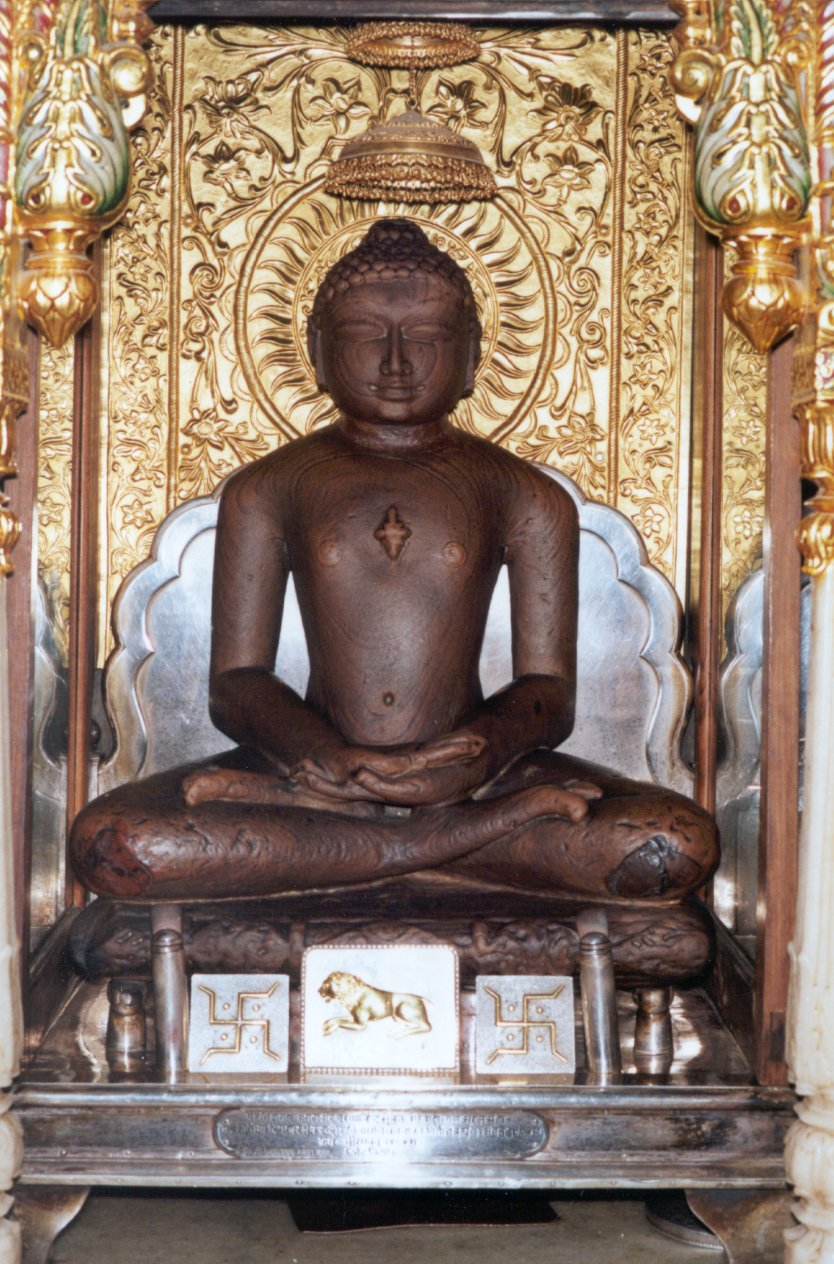
Statue de Mahavira

Le jaïnisme est une antique religion indienne, qui met en avant le concept de non violence, accompagné d'un code moral en tout point identique à celui du Raja yoga (avec les yama), selon la voie montrée par ses fondateurs, les tirthankara. Leur respect de l'âme, présente dans toute forme de vie, leur interdit par exemple de tuer tout animal, même le plus humble.
Les jains célèbrent eux aussi Divali, en mémoire de Bhagvan Mahavir, dernier tirthankara du Jaïnisme, qui, ce jour-là (en octobre de l'an 527 av. J.-C.) atteignit le nirvana. Le Seigneur Mahavira parvint au nirvana à l'aurore de la nouvelle lune (amavasya). Selon le Kalpasutra, écrit par Acharya Bhadrabahu au IIIe siècle av. J.-C., de nombreux dieux illuminaient l'obscurité par leur présence.
Le Seigneur Mahavira est à l'origine des lois divines du dharma que suivent les Jaïns. Selon la tradition, c'est en la journée de Divali que le disciple le plus important de Mahavira, Ganadhara Gautam Swami, atteignit la connaissance parfaite (Keval jnana), et c'est à ce titre qu'elle est célébrée.
Si Dipavali est mentionné dans les livres jaïns comme étant la date du nirvana du Seigneur Mahavira, la plus ancienne référence de cette fête est un mot proche, Dipalikaya, que l'on trouve dans le Harivamsha Purana, écrit par Acharya Jinasena et composé pendant l'ère Saka en l'année 705.

« ततस्तुः लोकः प्रतिवर्षमादरत् प्रसिद्धदीपलिकयात्र भारते

समुद्यतः पूजयितुं जिनेश्वरं जिनेन्द्र-निर्वाण विभूति-भक्तिभाक्

tatastuḥ lokaḥ prativarśam-ādarat prasiddha-dīpalikaya-ātra bhārate

samudyataḥ pūjayituṃ jineśvaraṃ jinendra-nirvāṇa vibhūti-bhaktibhāk »

« Traduction : Les dieux illuminèrent de lampes Pavanagari pour célébrer cette occasion. Depuis cette époque, le peuple de Bharat (l'Inde) célèbre la fameuse fête de Dipalikaya pour adorer le Jinendra (c'est-à-dire Mahavira) à l'occasion de son nirvana. »

On peut rendre le terme Dipalikaya par « la lumière qui quitte le corps ». Dipalika est utilisé de façon interchangeable avec Divali. Cependant, chez les Jaïns, les fêtes elles-mêmes restent empreintes d'une certaine austérité. Divali ne dure que trois jours, pendant le mois de Kartik, au cours desquels on médite et pratique le jeûne.Les Jaïns s'envoient des cartes de vœux de "Joyeux Divali" et de "Bonne année" pour l'année nouvelle qui suit..
Le 21 octobre 1974, le 2500e Nirvana Mahotsava (nom jaïn de Divali) fut célébré par la communauté à travers l'Inde tout entière,.

## Variantes de Divali selon les régions de l'Inde
Les festivités de Divali sont particulièrement présentes et suivies en Inde du Nord, et d'autant plus qu'elles marquent le début de la Nouvelle Année. Au Bengale, ou en Inde du Sud, quelques différences sont à noter.

### Au Bengale
Au Bengale, c'est Kali, la forme la plus terrible de Parvati, l'épouse de Shiva, et non plus Lakshmi, l'épouse de Vishnou, que l'on célèbre le jour de Divali. Les fêtes commencent à minuit, sans grands apprêts culinaires, car Kali n'est guère exigeante sur ce plan. Elles s'étendent sur toute la nuit, avec les habituels crépitements de feux d'artifice et de pétards.

### En Inde du Sud
À la différence de l'Inde du Nord, Divali ne coïncide pas avec le début de la nouvelle année, car on utilise en Inde du Sud le calendrier Shalivahana (calendrier luni-solaire du Deccan) ou d'autres calendriers solaires, tels que le calendrier tamoul ou le calendrier malayalam (dit Kollam). Le Nouvel An est célébré en Andhra Pradesh et au Karnataka sous le nom de Ugadi ou Gudi Padwa au Maharashtra et à Goa. Au Kerala et au Tamil Nadu, il est célébré respectivement sous le nom de Vishu et de Varsha pirappu. La date de l'année nouvelle peut varier en fonction du calendrier utilisé, mais a toujours lieu autour de l'équinoxe de printemps. 
Dans le sud de l'Inde, la célébration de Dipavali est centrée sur la figure de Krishna luttant contre le démon Naraka, là où Rama et son retour à Ayodhya tient une place prépondérante dans le nord de l'Inde. Au Tamil Nadu, Naraka Chaturdasi est le jour principal de la célébration, marqué par les nombreux pétards qui explosent à l'aube. Les festivités de Naraka Chaturdasi (qui précèdent amavasai, la nouvelle lune) ont lieu pendant le mois tamoul de aipasi (mois de thula). Tandis qu'en Andhra Pradesh, au Telangana et au Karnataka, les célébrations de Dipavali connaissent leur paroxysme le jour suivant Naraka Chaturdasi (ou Chhoti Divali en Inde du Nord), tout comme dans le reste de l'Inde.
Au Kerala, Dipavali est une fête historiquement peu ou pas célébrée, sa présence s'y faisant sentir surtout dans les régions où il y a une influence historique du Tamil Nadu voisin et la présence de populations issues de ce dernier (ou des autres régions indiennes). Tels que dans les régions de Trivandrum ou de Palghat.

### Au Maharashtra
Dans l'État du Maharashtra, Divali commence un jour plus tôt, le 12e jour de la seconde moitié du mois d'Ashwin. Ce jour, appelé Vasu Baras (Vasu : « vache », et Baras : « douze ») est célébré en présentant ses dévotions (arti), en l'honneur de la vache et de son veau, symbole d'amour entre la mère et son enfant. Les enfants, de leur côté, construisent des répliques de châteaux-forts en mémoire du fondateur de l'empire marathe, Shivaji Maharaj.

## Divali dans le reste du monde
Divali est largement fêtée dans la plupart des pays où existe une importante communauté indienne, ou une population de religion hindoue.

### Au Népal
Au Népal, la religion majoritaire est l'hindouisme, longtemps religion officielle du pays. Divali, sous le nom de Tihar, y est fêté de façon tout à fait similaire à ce qui se passe en Inde, avec lumières, échanges de cadeaux, feux d'artifice et pétards, ainsi que par des fêtes données en l'honneur de Lakshmi. Tout comme en Inde, Ganesh est associé à Lakshmi lors des célébrations de Tihar et les festivités s'étendent sur cinq jours. Le premier est consacré aux vaches, conformément à la croyance que Lakshmi arrive sur l'échine d'une de ces bêtes. Le second est dédié aux chiens ; le chien est la monture de Bhairava, la forme terrifiante de Shiva. Le troisième, les lampes s'allument partout, alors qu'explosent les pétards et que fusent les tirs de feux d'artifice. Le quatrième est celui de Yama, le dieu de la mort, que l'on prie pour s'assurer d'une longue vie. Le cinquième, enfin, est le jour de Bhaya Duj, consacré aux frères, à qui leurs sœurs souhaitent longue vie et prospérité,.

### Dans la diaspora indienne

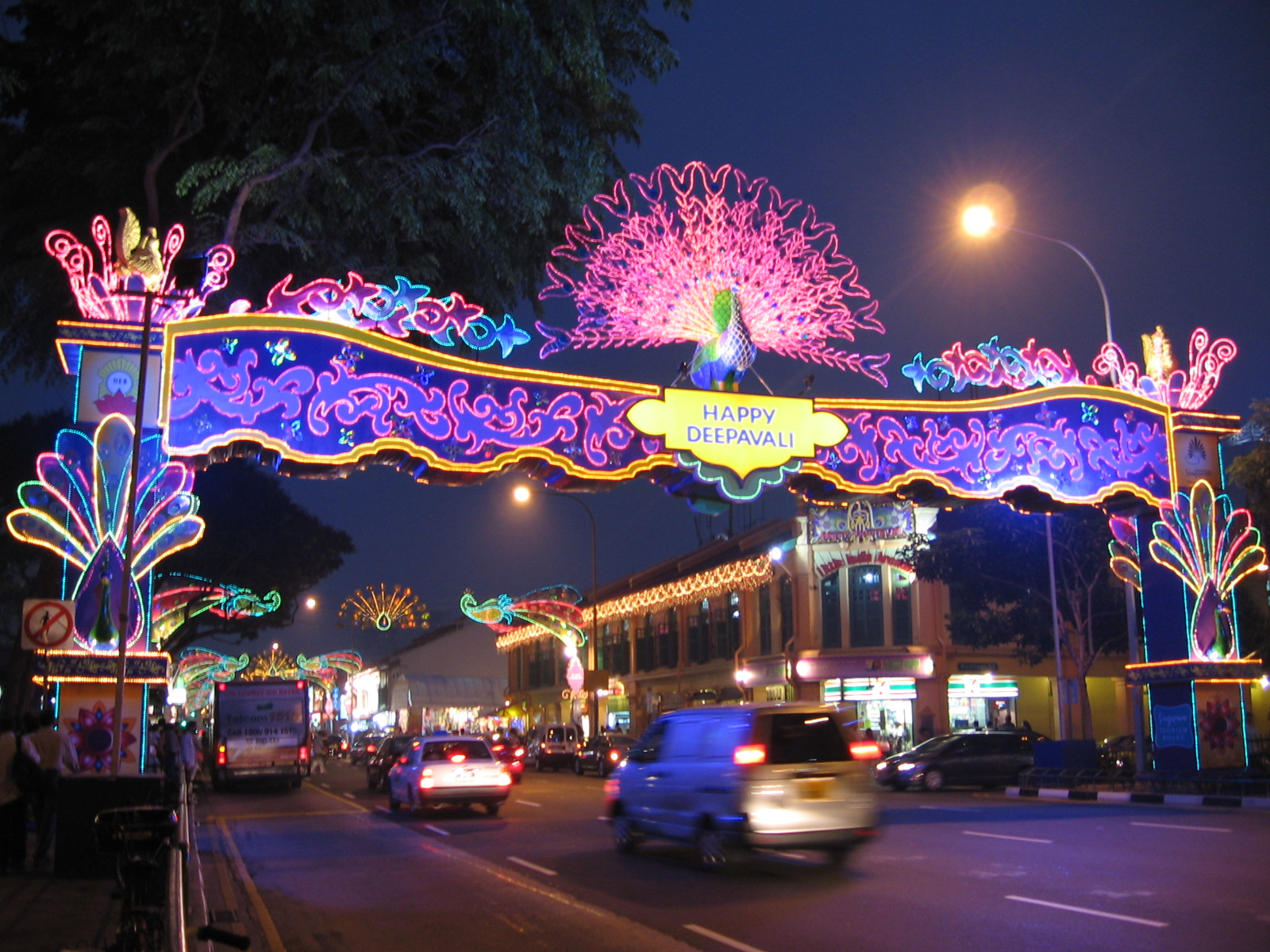
Célébration de Divali à Singapour

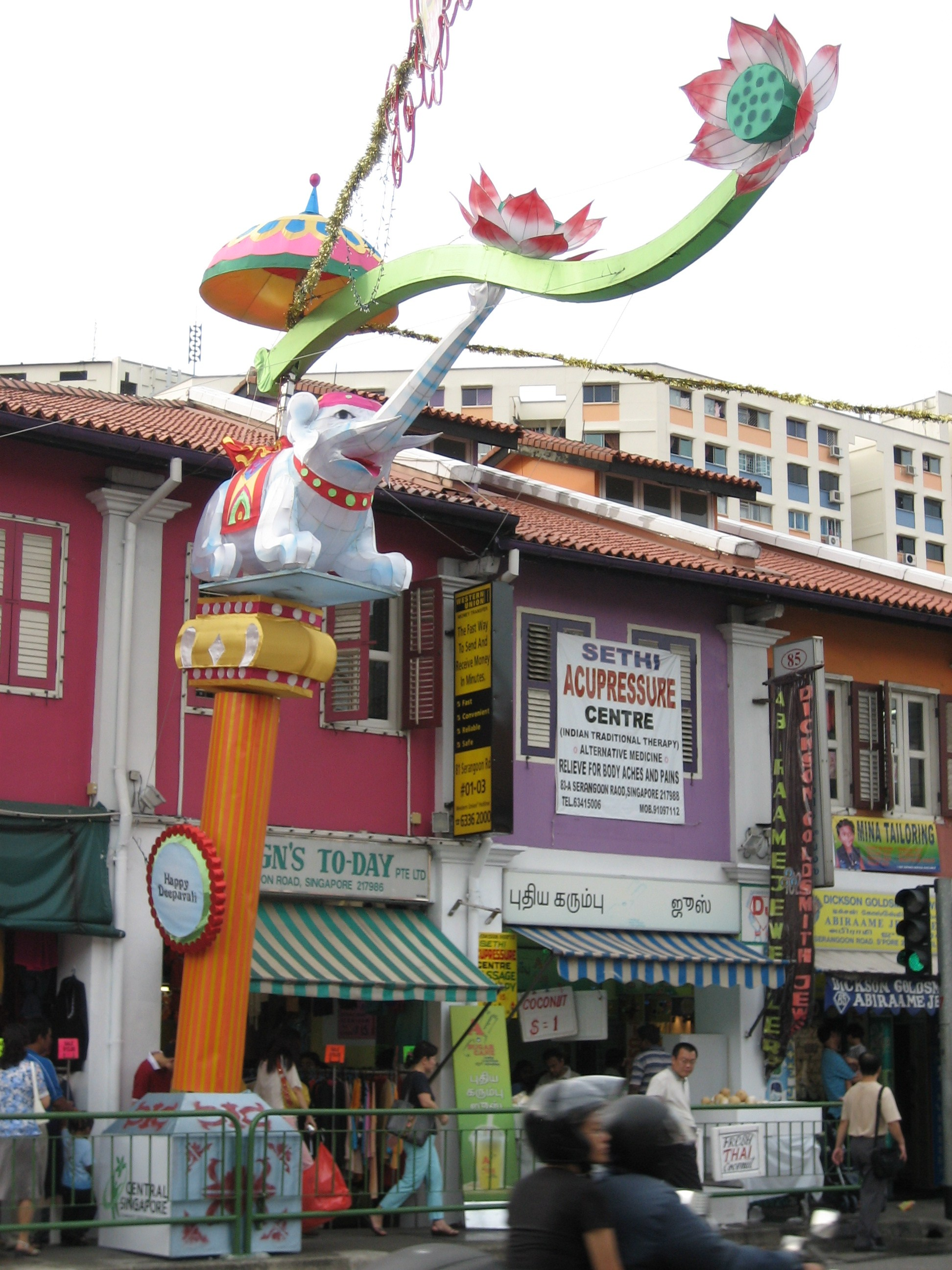
Décorations pour Divali à Little India, Singapour

Au Royaume-Uni, les jours célébrés sont Narak Chatrudashi, Lakshmi-Puja, le jour le plus important, Padwa ou Varshapratipanda et Bhaiya Duj ou la cérémonie Tika.
À Trinité-et-Tobago, le jour de Divali est chômé et les célébrations précèdent le jour de Lakshmi-Puja pendant presque deux semaines.
À La Réunion, la communauté indienne célèbre depuis plusieurs années le « Dipavali » avec des défilés de chars fleuris, principalement dans la partie nord-est de l'île, sans rapport toutefois avec les véritables traditions des festivités du sous-continent indien : l'inspiration est plutôt d'ordre identitaire et plus culturelle que réellement religieuse. Ainsi, cette fête est l'occasion de nombreuses manifestations : concerts, spectacles, conférences et expositions…
À l'Île Maurice, où la très importante communauté d'origine indienne représente plus de 60 % de la population (dont 80 % sont hindous), Divali, comme en Inde, célèbre les victoires de Rama sur Ravana et de Krishna sur Narakasura. De la même façon, les lampes à huile en terre cuite sont placées devant chaque maison, illuminant toute l'île pour célébrer le retour de Rama. Les Mauriciens de confession hindoue positionnent aussi des guirlandes de lumière comme celles utilisées à Noël pour honorer Rama, créant ainsi un spectacle merveilleux illuminant l'île entière.
À Singapour, où la population d'origine indienne est une composante importante de l'identité du pays, on fête également Dipawali. Dipavali est considéré comme l'un des quatre « Noël » de l'état singapourien, avec le Noël chrétien, la fin du Ramadan (connue ici sous son nom malais de Hari Raya Puasa) et le Nouvel An chinois. Cette fête, jour férié pour l'ensemble du pays, est célébrée sans être limitée à la seule population d'origine indienne.
En Afrique de l'Est, en Tanzanie et au Kenya, anciennes colonies britanniques, la population indienne qui y est restée après l'indépendance continue à fêter Divali dans le respect de la tradition de son pays d'origine. Divali est reconnu comme fête nationale au Kenya.
En Afrique du Sud, où existe une importante communauté indienne, en particulier dans le Natal et à Durban, Divali est l'une des fêtes marquantes du calendrier.
En Malaisie, la communauté d'origine hindoue — qui représente environ 8 % de la population — célèbre Hari Divali, la victoire du bien sur le mal. Les Malaisiens de religion hindoue commencent la fête par le traditionnel bain d'huile tel qu'il se pratique dans l'Inde du Sud, puis ils vont prier au temple. De petites lampes de terre remplies d'huile de noix de coco sont allumées pour commémorer comme ailleurs la victoire de Rama sur le démon Ravana. Divali est célébrée dans la plupart de la Malaisie à l'exception de la région de Sarawak et du territoire fédéral de Labuan.
Aux États-Unis enfin, la communauté indienne célèbre également Divali dans une grande fête à laquelle les autres communautés sont les bienvenues.

## Controverses sur les pétards

### Nuisances sonores et environnementales

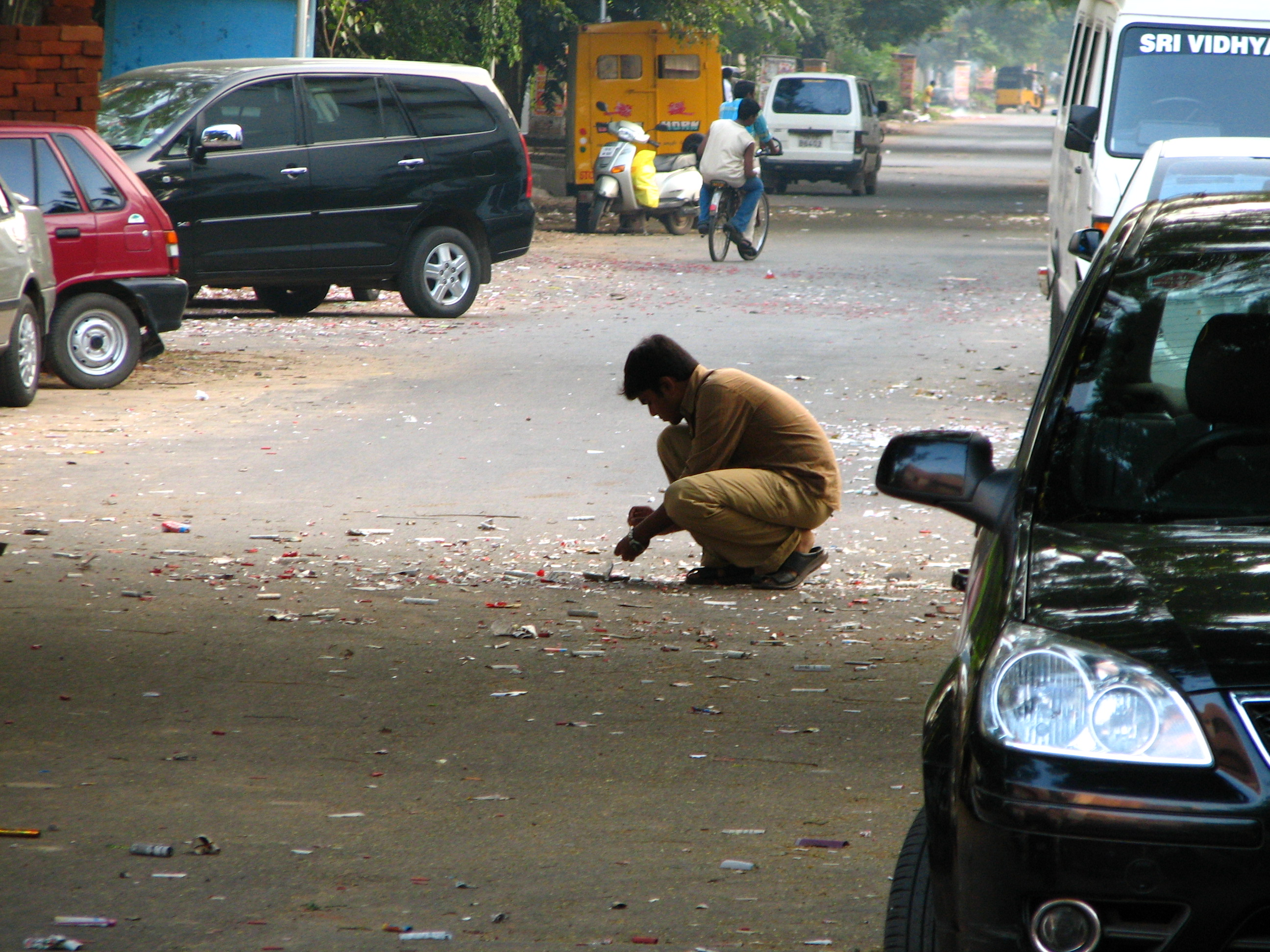
Homme allumant des pétards parmi les restes des précédents.

L'Inde s'illumine durant les fêtes de Divali avec des millions de bougies et de lampes à huile, mais aussi et de plus en plus avec des éclairages électriques. La fête devient donc source d'un pic de consommation d'énergie, de pollution lumineuse et de pollution de l'air (détecté durant plusieurs jours et à échelle continentale avec une hausse de + 56 à 121 % des particules fines, PM2,5et PM 10 notamment.
Dans les années 2000, des pétards de plus en plus puissants ont été mis sur le marché pour la fête de Divali ; cette évolution a été longuement critiquée. Ceux-ci sont considérés comme des polluants sonores, affectant tout particulièrement les jeunes enfants, parfois même victimes des explosions, les personnes âgées dont le sommeil est troublé par les détonations jusque tard dans la nuit, et les animaux domestiques, dont l'ouïe est plus sensible que l'oreille humaine.
Une augmentation du nombre des engins pyrotechniques occasionne outre des départs d'incendie et des accidents graves, un smog de pollution qui dure plusieurs jours, apparaissant dès la première nuit de fête pour se répandre au-dessus des villes avant de diffuser dans pratiquement tout le sous-continent indien selon une étude publiée en 2017. Ces émanations sont à la fois irritantes pour les bronches des personnes sensibles et source d'accidents, car elles réduisent la visibilité des automobilistes.

### Mesures prises
Les premières mesures prises par le Ministère de l'Environnement et des Forêts en 1986 sont restées sans effet. C'est pourquoi, au tout début des années 2000, de nouveaux efforts gouvernementaux ont été entrepris pour combattre la menace qui persiste. La Cour Suprême de l'Inde a banni les pétards lors de la fête de Divali et celle de Dussehra entre 22 heures et 6 heures, invoquant le fait que « le droit au sommeil est un droit fondamental du citoyen ». Bien que cette interdiction ne soit pas encore strictement respectée, elle a déjà eu des effets positifs.
La Central Pollution Control Board (« Commission centrale du contrôle de la pollution ») a interdit l'usage de pétards dont le niveau en décibels excède 125 à une distance de 4 mètres, tels que les pétards dits « bombes à hydrogène ». Les ONG tentent de sensibiliser les enfants dans les écoles sur les méfaits des pétards. En effet, ce sont eux qui demandent à leurs parents de les acheter et qui les utilisent.

### Travail des enfants
Autre problème lié aux pétards et aux feux d'artifice, le travail des enfants dans l'industrie concernée : au Tamil Nadu (particulièrement dans la région de Sivakasi), de nombreuses fabriques emploient à cet effet de très jeunes ouvriers, parfois âgés de moins de 10 ans, qui travaillent dans des conditions très difficiles. Dans un nombre important de cas (estimé à un tiers), les enfants sont dans l'obligation de travailler en paiement des dettes contractées par leur famille,. Bien entendu, en Inde, le problème du travail des enfants dépasse largement le seul contexte de Divali.